# Славянское неоязычество
Славя́нское неоязы́чество, роднове́рие (родна́я ве́ра) — неоязыческие новые религиозные движения в среде современных славянских народов, ставящие своей целью возрождение или реконструкцию славянских дохристианских обрядов, верований и мировоззрения, «исконной арийской традиции».
В той или иной степени большинство родноверов придерживаются псевдоисторических идей; славянское неоязычество в рамках «изобретения прошлого» формирует собственные исторические мифы и этногенетическую мифологию. Для большинства направлений родноверия характерно представление о большой древности славян, а также славянском (или «славяно-арийском») древнем знании («ведической религии и культуре»), утраченном (часто по воле злых внешних сил), а ныне возрождающемся. Часть направлений разделяет идею происхождения славян от древних «арийцев» (псевдонаучный синоним понятия индоевропейцы; в славянском неоязычестве чаще: «арии» или «славяно-арии»), согласно славянскому неоязычеству, обладавших высокоразвитой культурой. «Арийская» идентичность в славянском неоязычестве приобретает этнорелигиозный облик. Возрождению арийского мифа среди славян и формированию славянского неоязычества во многом способствовала фальсификация «Велесова книга».
Одной из основных идей славянского неоязычества является национальная и религиозная обособленность славян. Христианство считается «иудейской религией», чуждой «славянскому духу». Утверждается, что язычество фактически поглотило христианство, и русское православие, в отличие от других направлений христианства, является завуалированным язычеством. Многие придерживаются идеи избранности славян и их превосходства над другими народами, идеи «арийской расы» («славяно-ариев»), антисемитских и антихристианских идей: евреи рассматриваются как «семитская раса», враждебная «арийской»; христианство — как религия, созданная для порабощения «ариев». Русско-арийский неоязыческий миф с его направленностью против «иудео-христианской цивилизации» стал новой мифологией нацистского типа.
Существуют различные течения, организации и группы родноверов, которые зачастую не признают друг друга. Многие направления имеют расистские, националистические, нативистские и ксенофобские тенденции. Ряд занимает ультраправые радикально-националистические и неонацистские позиции. Но имеет место и акцент на личный опыт и идеи культурного разнообразия. Националистические и плюралистические тенденции могут сосуществовать в одном течении. В целом другие формы неоязычества, представленные в основном на западе, значительно более либеральны, чем родноверие.
Славянское неоязычество восходит к германскому неоязычеству. Наиболее распространённым символом в славянском неоязычестве является «коловрат», вариант свастики, который многие родноверы считают главным древнеславянским или «арийским» символом, связанным с солнцем.

## Понятие и классификация
Понятие славянского неоязычества, как замечает чешский специалист в области этнографии чехов и родноверия Йиржи Мачуда, зависит от того, с позиции какой научной дисциплины оно исследуется. Так, религиоведы видят в нём новое религиозное движение, историки и политологи — движение национально-патриотическое, социологи — субкультуру, этнология, по мнению того же автора, ещё не сказала своё слово, хотя обрядность и фольклор в среде родноверов по-своему интересны. Религиоведы A. B. Гайдуков и Е. Ю. Скачкова отмечают, что в современной науке не существует единого определения религиозного направления, именуемого неоязычеством. Используемые учёными понятия неоязычество, новое язычество, младоязычество, нативизм, являются рамочными, а не содержательными, поскольку не отражает всех особенностей данного явления.
Большинство родноверов отвергает термин «религия», поскольку религия, по их мнению, постулирует догматизм, который они считают чуждым своей вере. Они предпочитают определять родноверие как веру, духовность, мировоззрение, философию, просто традицию или базовое отношение к миру. В рамках этого мировоззрения, по мнению родноверов, они могут свободно практиковать обряды, исследовать и развивать свою духовность. Одни утверждают, что они не слепо веруют, а «ведают», другие, что обладают сакральным «знанием». Как и большинство форм неоязычества, родноверие почти лишено догм, его приверженцы отстаивают идею свободы сознания. В нём нет явных заповедей или духовных принципов, которые запрещали бы использование современных технологий. Родноверие не требует, чтобы люди верили тому, что противоречит их собственному ощущению и опыту. Некоторые утверждают, что древние язычники не верили, а «ведали». Родноверие не всегда связано с культом каких-то конкретных богов или ритуальной практикой. Некоторые родноверы рассматривают богов как абстракции, как силы природы или архетипы. В то же время такое родноверие может иметь много признаков религии, таких как комплексные ритуальные практики и глубокие богословские дебаты. Неоязычники считают, что эпоха религий как структурированных, иерархичных вероучений прошла, и будущее за индивидуальным духовным поиском. Однако ряд неоязычников рассматривают язычество именно как религию. Так, своей задачей основатель ССО СРВ Вадим Казаков считает восстановление славянского язычества в качестве религии в общегосударственном масштабе, и стремится зарегистрировать централизованную организацию.
Х. Пилкингтон и А. Попов считают, что русское неоязычество нельзя назвать религией в традиционном понимании. Согласно религиоведу А. В. Гайдукову, славянское новое язычество представляет собой субкультуру, комплексное явление, сочетающее в себе религиозное движение, мировоззрение, общественное и политическое движение. По мнению Гайдукова, славянское новое язычество в России в полной мере стало субкультурой к 2002—2003 годам. Пик субкультуры пришёлся на 2006 год. А. В. Прокофьев, С. Б. Филатов и А. С. Коскелло называют неоязычество комплексным мировоззрением, в основе которого лежит путь личного самосовершенствования.
Религиовед Каарина Айтамурто отмечает, что одни движения и группы являются в большей степени политическими, другие — религиозными. Ряд групп и деятелей почти не исповедуют собственно религию, мало интересуются ритуалами и другими практиками и считают родноверие идеологией или философией. По мнению Айтамурто, менее сведущие в вероучении и менее вовлечённые в обряды родноверы не могут исключаться из понятия родноверия как религии, подобно тому как религиоведение не исключает из числа христиан тех, кто регулярно не посещает церковь.
Историк О. И. Кавыкин определяет последователей славянского неоязычества, как неоязычников, отправляющих культ славянских божеств.
Историк и этнолог В. А. Шнирельман рассматривает русское неоязычество как направление русского национализма, отрицающее русское православие как непреходящую национальную ценность, и выделяет две кардинальные задачи, которые ставит перед собой русское неоязычество: спасение русской национальной культуры от нивелирующего влияния модернизации и защиту природной среды от воздействия современной цивилизации. По мнению Шнирельмана, «русское неоязычество является радикальной разновидностью консервативной идеологии, отличающейся откровенным антиинтеллектуализмом и популизмом».
По мнению A. B. Гайдукова и Е. Ю. Скачковой, родноверие является попыткой осмыслить и воссоздать историческую культуру и традицию, которые были во многом утрачены городским населением в XX веке. Гайдуков считает ошибочным сведение всего разнообразия родноверческих групп лишь к национализму. Не менее значимым является и экологическое направление родноверия.
А. С. Коскелло подвергла критике подход, при котором родноверие сводится только к националистическому или расистскому движению. Она выделяет две противоположных позиции родноверов: «глобалистскую» и «антиглобалистскую».
По мнению историка В. Б. Яшина, неоязычество представляет собой не столько попытку восстановить реальные традиционные языческие религии прошлого, сколько утвердить оккультно-эзотерическое мировоззрение.
По мнению Е. Л. Мороза, славянское неоязычество является религией, «в которой имена древних славянских богов сочетаются с вульгаризированным изложением индуизма и дополняются разного рода откровениями о черных и светлых энергиях и космических мирах».
Историк, религиовед и этнолог А. В. Гурко полагает, что понятие «неоязычество» «можно определять исходя из термина „язычество“, обозначающего разнородные политеистические религии, культы, верования, и определения новых религиозных движений, для которых характерны синкретизм, активное использование средств массовой информации, коммуникаций, апокалипсизм, миссионерство». Однако, как считает М. А. Васильев, применение термина «неоязычество» (буквально «новое язычество») к течению, давно утерявшему связь с традиционной культурой, некорректно. По его мнению, этот искусственный и эклектичный интеллектуальный конструкт предпочтительнее называть псевдоязычеством, то есть лжеязычеством.
Иной взгляд представлен в работах чешского этнолога, специалиста в области этнографии чехов и родноверия Йиржи Мачуды. Он признаёт реальность реконструкций родноверами славянского языческого обрядового комплекса. При этом отмечает, что основой для воссоздания обрядов в большей мере являются не исторические источники, но фольклор и народное мировоззрение.
Само наименование «родноверие», а тем более «язычество», используется не всеми славянскими неоязычниками. Самоназвания разнообразны: родноверы (родноверие), родолюбие, славяне (утверждается, что от «славящие богов и/или предков» или от «[победами] славные» и др.), славяно-арии, славянисты (славянство), русичи, ведисты (ведание, ведизм — утверждается, что от славянского «ведать»), язычники (язычество), православие (православные — по мнению неоязычников, от «славить Правь»), инглиисты и староверы (в инглиизме) и др. Имеются последователи, которые представляют ту же самую религию, но отвергают название «родноверы» и именуют себя как-либо иначе. Часто одни группы родноверов не признают другие, считая родноверами только себя.
Однако в работах многих исследователей, например, историка В. А. Шнирельмана, независимо от самоназвания или отсутствия взаимного признания под родноверием понимается совокупность направлений неоязычества, имеющая общность основных идей («возрождение» славянского язычества, «арийские» предки, «родовой строй», большая древность славян, древнеславянская письменность и др.), и понятия славянское неоязычество и родноверие отождествляются. В качестве одного из направлений родноверия эти исследователи рассматривают, например, инглиизм. Религиовед Каарина Айтамурто считает, что в ситуации отсутствия взаимного признания разных групп наука не должна становится на сторону одной из них и не рассматривать других как родноверов, если и те, и другие явно имеют общие признаки. Российские учёные чаще используют термин (славянское) неоязычество; тот же термин применяется многими западными исследователями. Другие, например, Айтамурто, используют в основном термин «родноверие», поскольку он принят как самоназвание в большинстве направлений.
А. А. Бесков в 2020 году писал:

«родноверие» усилиями некоторых ученых за последние годы почти превратилось в научный термин, обозначающий феномен возрождения славянских дохристианских верований. Проблема, однако, в том, что далеко не все люди, объединённые этим стремлением, готовы называть себя родноверами… Термин «родноверие» стал применяться в качестве самообозначения рядом российских неоязыческих общин в 1990—2000-е годы, и поскольку в это время они были наиболее заметны для исследователей, в какой-то момент могло показаться, что это слово может заменить термин «неоязычество», который самим неоязычникам очень не нравился. Но по мере того, как в среде неоязычников появляются новые фигуры, критически относящиеся к идеям своих предшественников и неготовые ассоциировать себя с ними, термин «родноверие» устаревает. Кроме того, имеются группы, которые исследователи обычно относят к неоязычникам, но от которых активно отмежевываются сами родноверы — речь прежде всего об инглингах.
Наименование неоязычество, новое язычество означает, что движение не имеет исторической преемственной связи с носителями древнеславянской религии. Наименование «неоязычество» используется очень немногими родноверами. Некоторые называют себя язычниками, но большинство отвергает и этот термин, считая его уничижительным и ошибочным. Аналогично в западных странах одни неоязычники готовы именовать себя собирательным термином pagans (язычники), тогда как другие используют иные термины, например, heathens. Религиовед A. B. Гайдуков предлагает термин новое язычество, который, по его мнению, позволяет избавиться от негативных коннотаций, приобретённых термином «неоязычество» (связь с неофашизмом и неонацизмом). Гайдуков различает славянское новое язычество, представленное теми, кто не отталкивается от иудаизма и христианства, и славянское неоязычество, стремящееся создать контркультуру, конструируя мировоззрение и ритуалы умышленно не так, как в иудаизме и христианстве. Первые стремятся опираться на собственные интерпретации этнографии и истории, тогда как вторые обычно очень слабо знакомы со своей традиционной культурой.
По мнению А. А. Бескова, в отношении русского неоязычества термин «язычество» не является верным, поскольку он смешивает явления разного характера; термин «современное язычество» не точен, поскольку указывает на разрыв исторической преемственности с древним язычеством; в отношении термина «новое язычество» он отмечает, что стремление избежать негативных ассоциаций при выборе подходящего научного термина не должно влиять на исследователя. Бесков останавливается на наиболее распространённом термине «неоязычество», который указывает на нетождественность этого явления его историческому язычеству и на качественное своеобразие современного явления, а также соответствует устоявшейся международной научной традиции (англ. modern paganism, neopaganism, нем. Neuheidentum).
Майкл Стрмиска (Висконсинский университет в Мадисоне и Бостонский университет, один из основателей Всемирного конгресса этнических религий) выделял два основных направления в мировом неоязычестве — реконструкционистское, ставящее целью воспроизведение древних языческих культов, и эклектическое, в котором язычество прошлого рассматривается в основном лишь как источник вдохновения для собственного духовного поиска. Реконструкционистское неоязычество более распространено в Восточной Европе, эклектическое, например, викка, — в Великобритании и США. А. А. Бесков (кандидат философских наук) писал, что эклектическое неоязычество, лишённое конкретной географической и этнической подосновы, сближается с культурой нью-эйдж, в отличие от реконструкционистского направления. По его словам, русским неоязычеством именуется реконструкционистское направление, которое декларирует историческую и идейную связь с восточнославянскими («русскими») дохристианскими верованиями. Именно такое неоязычество называется в литературе термином «родноверие».
Религиовед A. B. Гайдуков разделяет славянское неоязычество на три типа объединений или групп:
- национал-патриотические, участвующие в политических акциях;
- природно-экологические, направленные на сближение с природой и восстановление гармонии с ней;
- этнографическо-игровые, близкие к участникам ролевых игр по мотивам произведений фэнтези, а также стремящихся к реконструкции славянских дохристианских быта, одежды, танца, ратоборств и др. (и не связанных с правыми)[35].

А. В. Прокофьев, С. Б. Филатов и А. С. Коскелло выделяют в российском славянском неоязычестве несколько групп:
- «Реконструкторы» и спортсмены — участники военно-исторических клубов, которые занимаются, главным образом, реконструкцией костюмов и доспехов и, в меньшей степени, старинных боевых искусств. Неоязычество для них играет второстепенную роль, как дополнение к костюму. Главный бог — Перун.
- «Ратоборцы» — неоязычники, которые «возрождают традиции» славяно-горицкой борьбы, так называемого ратоборства. Ключевой фигурой является Александр Белов (Селидор). Характерно преобладание спорта над религиозными практиками и неофашистскими идеями, но главное место все же принадлежит неоязычеству.
- «Фольклористы» — неоязычники, занимающиеся возрождением народных промыслов и искусств, возрождением фольклора, костюмов и др. Интерес к язычеству в основном этнографический.
- Собственно языческие общины. Основная цель в возрождении языческой идеологии и обрядности[65].

Историк Л. С. Клейн выделяет две противоборствующие тенденции в российском славянском неоязычестве: первая — форма религиозных исканий, стремление к духовному единению с родной природой, здоровому образу жизни, религиозная модификация движения зелёных; вторая — форма националистической пропаганды, самоорганизации шовинистов, религиозное оформление российских неонацистов. Общим для обоих направлений являются эскапизм (бегство) от современной демократической цивилизации, ксенофобия и нативизм.
Религиовед О. В. Кутарев понимает родноверие в более узком смысле. В славянском неоязычестве он выделяет родноверие как самое массовое движение, инглиизм и «одиночек», которые часто называют себя просто «новыми язычниками» и являются сторонниками научного подхода в изучении старого язычества. Они конструируют своё новое язычество с опорой на данные сравнительной мифологии и философских систем других культур, идеи экологичности, светской этики и национальных ценностей. В узком смысле рассматривает родноверие также И. Н. Попов (кандидат философских наук), характеризуя его как «реконструктивистские движения, которые с долей условности можно отнести к варианту исконной этнической религии» и исключая из него ряд новых религиозных движений, характеризуемых им как неорелигии с элементами славянских верований.
Само наименование «родноверие» в русском языке (от «родная вера») является не традиционным понятием, а неологизмом, который восходит к понятиям польских (пол. rodzima wiara) и украинских (укр. рідна віра) неоязычников, связанных, в свою очередь, с названиями англ. Native Religion, Native Faith, используемыми западными неоязычниками. Так, польское родноверческое объединение Rodzimy Kościół Polski (Родная польская церковь), приняло своё название (зарегистрировано в 1995 году) по аналогии с американской Native American Church (Церковью коренных американцев). Варианты названия родноверия: rodzima wiara, rodzimowierstwo в Польше, рідна віра, рідновірство, рідновір’я на Украине, родноверие в России, Украине и др. Одним из двух вероятных авторов наименования «родноверие» стал Вадим Казаков; другим мог быть Илья Черкасов (Велеслав). Понятия «родноверие», «родновер» сформировались примерно к 2000 году.

## Истоки
Славянское неоязычество является одним из направлений развития романтического национализма. Родноверие включает различные инокультурные и иностранные заимствования, не являясь настолько самобытным и аутентичным в своих вероучении и обрядности, как заявляет о себе. В целом славянское неоязычество восходит к германскому неоязычеству.
По мнению А. А. Бескова (кандидат философских наук), корни русского неоязычества лежат, в том числе, в российской культуре начиная с XIX века. Образы восточнославянского язычества использовались в классической русской литературе, чему способствовали эстетические идеи эпохи романтизма. Так, успехом пользовалась баллада Василия Жуковского «Светлана» (1813), в которой мистические устремления европейской литературы сопряжены со славянскими этническими мотивами, и ряд других литературных произведений. Этому процессу способствовали публикация различных памятников древнерусской письменности (в частности, обнаруженного в конце XVIII века «Слова о полку Игореве») и появление исследовательских трудов по русской истории и славянской мифологии, в частности, работ А. Н. Афанасьева. Михаил Лермонтов в поэме «Последний сын вольности» (1831), обращается ко времени призвания Рюрика. Славянские боги выступают у него в качестве символа свободы, славянской вольницы, с которой было покончено, когда «дерзостный варяг богов славянских победил».
В 1818 году польско-российский этнограф Зориан Доленга-Ходаковский в работе «О славянщине до христианства» (пол. O Sławiańszczyźnie przed chrześcijaństwem) выступил за возрождение язычества и ошибочность христианизации славян, а Б. Ф. Трентовский в книге «Славянская вера, или Этика, управляющая Вселенной» (Wiara słowiańska, czyli etyka piastująca wszechświat) (1848) писал, что славянские боги — манифестации единого, в том числе христианского, Бога.
В Чехии в 1839 году врач и учитель Карел Славой Амерлинг основал Братство верующих новой славянской религии (чеш. Bratrstvo Věrníků Nového Náboženství Slávského), учение которого рассматривается как пантеизм и как средство чешского национального возрождения; однако группа была запрещена австрийскими властями год спустя, в 1840 году.
Украинский писатель Иван Франко в повести «Захар Беркут» (1882), о борьбе карпатских русинов с монголами, выказывает положительное отношение к славянскому язычеству, вызванное общественно-политическими идеалами автора, приверженностью идее общинного строя, которому соответствует эта «свободная, чистая общинная религия». Франко рассказывает в повести некоторые мифы о восточнославянских богах неясного происхождения.
В XX веке эти тенденции были продолжены. Серебряный век русской поэзии, одним из культурных кодов которого считается мир древних славян, произвёл большое число стихов, отразивших представления о славянском язычестве. Так, в 1907 году Константин Бальмонт выпустил поэтический сборник «Жар-птица. Свирель славянина», пронизанный славянскими языческими и фольклорными мотивами. Популярным персонажем поэзии становится Перун. Образы низшей славянской мифологии отражены в творчестве Сергея Есенина («За рекой горят огни», 1916), примкнувшего к созданной в 1915 году группе поэтов «Краса». Эта группа стремилась возродить поэтический мир народных песен, сказок и преданий «обратив свой взор к далёкому прошлому, к славянской мифологии, русской старине, языческой Руси».
А. В. Прокофьев, С. Б. Филатов и А. С. Коскелло считают, что корни интереса к возрождению язычества лежат, в частности, в творчестве Александра Блока, Николая Рериха, Игоря Стравинского, исследованиях народных ремесёл, художеств, фольклора.
Некоторые белорусские деятели начала XX века также вдохновлялись дохристианской стариной. Этнограф, писатель и политический деятель Вацлав Ластовский стал первым идеологом кривичского/белорусского национализма с апологией древнего язычества и народного христианства. Философ Игнат Абдзиралович в работе «Вечной дорогой» («Адвечным шляхом») рассматривал диалектику льющейся формы, рождённой от брака Матери-Материи и Отца-Купалы. Поэт Янка Купала писал:
А древние боги? Они притихли, приютились, но не умерли совсем в душах своего народа. Живут, как и раньше жили, — в песнях, сказках, былинах, и ждут… ждут новых старцев мудрых, вещунов-пророков златоустых.Янка Купала
В ранний советский период литературные произведения религиозной тематики становятся неактуальными и неуместными, но в эмигрантской литературе сохранялись дореволюционные интенции. В позднюю советскую литературу тема славянского язычества возвращается. Его символом по-прежнему остаётся Перун. В 1971 году была издана книга стихов Игоря Кобзева «Витязи». От дореволюционных стихов его отличает выраженная антихристианская направленность и явная симпатия к языческой старине. Поводом к написанию ряда произведений стало празднование 1500-летия Киева в 1982 году. Ещё одним поводом для отражения языческой тематики в советской литературе стало тысячелетие крещения Руси (1988). На некоторых писателей оказали влияние также реконструкции славянского язычества, предложенные академиком Б. А. Рыбакова в монографиях «Язычество древних славян» (1981) и «Язычество древней Руси» (1987) (например, Род в качестве верховного бога и ряд других кабинетных божеств). На ряд произведений непосредственное влияние оказала фальсификация «Велесова книга» и романтическая история её обретения (в советской научной печати упоминалась начиная с 1960 года, впервые опубликована в Советском Союзе в 1990 году).
Образы восточнославянского язычества вдохновляли российских писателей дореволюционного, советского и постсоветского периода, несмотря на различную религиозную и политическую конъюнктуру. До революции отношение к язычеству было противоречивым и осторожным. В советский период преобладало позитивное отношение. Это отношение унаследовала современная российская литература. Популярность нового жанра, славянского фэнтези, для которого славянские языческие боги и другие мифологические персонажи стали непременными атрибутами, свидетельствует, что читательская аудитория (для фэнтези прежде всего молодёжь) относится к восточнославянскому язычеству с положительным интересом. Мотивы славянского язычества проникают также в большую литературу, и формируется новый культурный код, отчасти преемственный идеям и идеалам Серебряного века. Его своеобразие заключается в большем использовании современными писателями ненаучных источников и неоязыческих философско-религиозных построений.
Религиовед A. B. Гайдуков относит истоки славянского неоязычества к началу XX века. «Народный дух», которому уделяется большое внимание в рамках этнического национализма, часто отождествляется с религией, поэтому возникает стремление создать или возродить собственную религию или национализировать одну из мировых религий. Генрих Гейне связывал национализм с язычеством. Разделявший его мнение философ Н. А. Бердяев отмечал закономерность тенденции перехода германского антисемитизма в антихристианство. Духовный кризис в России начала XX века обусловил увлечение язычеством, вначале античным, а затем и славянским, «родными богами», в особенности это касалось символистов. Публицист Д. С. Пасманик (1923) писал, что последовательный антисемитизм должен отвергать не только иудаизм, но и христианство. Он отмечал, что эта тенденция уже привела Германию к поклонению Одину, а в будущем, по его мнению, неизбежно приведёт Россию к поклонению Перуну.
Характерна преемственность славянского неоязычества с теософией Елены Блаватской и в целом с эзотерикой (например, «связь с индуизмом»; синтез «религии» и того, что понимается в качестве науки, близкие к учению Блаватской представления о расах и др.).
Родноверие имеет тесную связь с нацизмом, воспроизводя основные его идеи: «арийская» идея, включая идею северной прародины (в родноверии — на Русском Севере, Северном Урале или за полярным кругом); связь своего народа с «арийцами» («ариями») или полное отождествление с ними (в родноверии — «арии», «славяно-арии» и др.); древность своего народа и его расовое или культурное превосходство над другими; свой народ (или отождествляемые с ним древние «арии») рассматривается как культуртрегеры, распространители высокой культуры и основатели великих цивилизаций древности (в родноверии — славянская или «славяно-арийская» «ведическая» технологичная працивилизация, «научившая» всему остальные народы), создатели древнейшей письменности (в родноверии — «славянские руны», «буквица» и др.); «арийский» праязык (в родноверии — «славяно-арийский» или древнеславянский), от которого произошли все или многие другие языки мира; опора на эзотерику; ориентация на веру предков (отсюда собственно и язычество); антихристианство (идея, что христиане стремятся поработить народ) и антисемитизм (евреи как «расовые враги»); «арийский» социализм (составная часть идеологии национал-социализма) как наиболее естественный для своего народа (в родноверии — «исконный родовой строй» славян, который мыслится как своего рода «арийский» социализм); символика и жесты, близкие или производные от нацистских и др. Идея «арийской нордической расы» заимствована у немецких создателей нордического мифа. В национал-патриотическом направлении славянского неоязычества популярны идеи Алексея Добровольского (Доброслава), бывшего диссидента, во время пребывания в советском заключении познакомившегося с военнопленными немецкими нацистами, у которых он заимствовал большое число идей.
Гайдуков отмечает следование мировым тенденциям в философской и идеологической мысли, таким как неотрадиционализм, неотрайбализм, идеи новых правых, глубинная экология и др., а также «копирование примеров наукообразности, паранаучности, форм соприкосновения с научными подходами в сфере исторических, этнологических, психологических, социальных, философских научных парадигм и концепций». В. А. Шнирельман указывает на влияние кришнаизма на сложение неоязыческой «национал-патриотической идеологии».
В 1960-е годы и особенно в период «застоя» стали развиваться самодеятельные русско-имперские мессианские идеологии, включающие как про-, так и антисоветские идеи. В первых идеологиях евреи обвинялись в «извращении» революции, во вторых — в её свершении. Русские мессианские идеологии уже с конца 1960-х годов дополнялись новой конструкцией, ранее не имевшей прецедента в истории русской мысли — расово-цивиизаторской версией русского мессианства. Эти идеи строились на возникшей в русской эмиграции «Велесовой книге».
В конце 1960-х годов разработка «славянско-арийской» идеи началась в окружении художника Ильи Глазунова, писателей Василия Захарченко и Ивана Ефремова. Идейным вдохновителем этой деятельности стал Ефремов. Его идеи активно развивал Глазунов. Фантаст Иван Ефремов увлекался эзотерикой, индийской и древнегреческой культурой. Он противопоставлял эллинско-индийский мир ближне- и дальневосточному (семитскому и китайскому), разделяя антииудейскую и антихристианскую тенденцию, что наиболее ярко выражено в романе «Лезвие бритвы» (1963). Ефремов соединял индуистские идеалы с ницшеанством и помещал в далёкое коммунистическое будущее. Он верил в «древнее знание», по его мнению, сохранявшееся в народе в виде фольклорных образов. Ефремов разделял мысль, что «славяне были самой мощной и плодоносящей ветвью арийской расы», и под конец жизни интересовался «арийскими» идеями неоязыческих писателей Валерия Скурлатова и Ильи Глазунова. Ефремов как писатель-фантаст имел возможность публиковать свои идеи, донося их в рамках жанра до широкого круга читателей. Проанализировав опубликованные в 1970-х — начале 1980-х годов работы ряда советских фантастов, в которых содержались идеи расизма, «арийской мифологии», апология славянства и русских и/или слабо завуалированный антисемитизм, М. Каганская пришла к выводу об их очевидных идейных связях с произведениями Ефремова, включая роман Владимира Щербакова «Чаша бурь» (1985).
В Советском Союзе распространение целительских и йоговских практик, вхождение в массовое сознание образов книг Ивана Ефремова, Е. Парнова, В. Сидорова, Э. Скобелева, освоение экстрасенсорики и наследия Рерихов подготовили почву для появления неоязыческого мировоззрения, заполнившего явные пробелы марксистского мировоззрения. Участники советского движения русских националистов, получившего известность как «русская партия», на словах склонялись к православию, однако увлекались неоязычеством, и посредством «арийской» теории на них оказывали влияние восточные или псевдовосточные религиозных организации, прежде всего движения последователей Рериха.
Истоки постсоветского славянского неоязычества прослеживаются также в поздней советской идеологии и политике, в том числе в попытках внедрения «атеистических» (нехристианских) обрядов (что по мысли идеологов было равнозначно «языческим» обрядам), а также в среде альтернативной духовности последних советских десятилетий, у городской интеллигенции, занятой духовными поисками и интересующейся русским фольклором. Идея «арийских» корней возродилась в советский период в среде некоторых интеллектуалов, как близких коммунистической партии (Б. А. Рыбаков, А. Г. Кузьмин), так и диссидентов (Владимир Чивилихин и общество «Память»), но арийский миф ещё не распространялся в широких массах.
Одной из основных отправных точек формирования славянского неоязычества стал поиск обоснования национальной идеи. Отсюда следует повышенный интерес к истокам национального самосознания и национального типа религиозности. Корни постсоветского славянского неоязычества усматриваются в ослаблении советской идеологии в 1970-е годы и слабом влиянии в то время православной церкви. Другими предпосылками формирования славянского неоязычества стало неприятие подавления человеческой личности в технократическом обществе, отрицание достижений цивилизации и стремление к «естественному» образу жизни в соответствии с законами природы. Христианство отвергалось как религия «инородного» (еврейского) происхождения, которая кроме того, по мнению неоязычников, подавляет свободу человека.
В постсоветский период в условиях утраты великой «империи» (СССР), потери земель, влияния и в поисках внутренних и внешних врагов, неоязычество получило распространение в среде националистических идеологов, так же, как в Германии 1930-х годов. В родноверии единство русского народа проходило новою ремифологизацию с обращением за поддержкой к идеям «золотого века», исконной неопороченной Традиции, родной земли. В условиях распада коммунистической идеологии и образовавшегося духовного вакуума искания части национально ориентированных личностей, не принявших дискредитированных церквей и «чужих» религий, были направлены на старую языческую веру восточных славян. Одним из факторов, способствовавших популярности славянского неоязычества в России, стало недовольство большой части населения обликом и действиями современной РПЦ.
В условиях популяризации магии, мистики, эзотерики в рамках массовой культуры формируется целевая аудитории потребителей «языческих» продуктов. Книги определённых направлений, а затем и кинофильмы вводят в повседневное сознание идеи магии и дополняют игровыми элементами. Это игровое влияние способно формировать некоторый сегмент аудитории практикующих последователей неоязычества. Основным жанром, в рамках которого в настоящее время используется общественный интерес к культуре древних славян, является славянское фэнтези.

## Социология
Историк и этнолог В. А. Шнирельман выделяет в мировом неоязычестве два потока — умозрительное неоязычество, распространённое среди городской интеллигенции, потерявшей всякую связь с традицией и подлинно народной культурой, и возрождение народной религии в селе, где нередко можно проследить непрерывную линию преемственности, идущую из прошлого. По его мнению «первое, безусловно, господствует у русских, украинцев, белорусов, литовцев, латышей и армян, где можно смело говорить об „изобретении традиции“». Аналогично A. B. Гайдуков и Е. Ю. Скачкова различают современное язычество как непрерывавшуюся традицию, хотя и менявшуюся в ответ на вызовы современности (у марийцев, удмуртов, осетин и др.), и новое язычество, или неоязычество (у народов, исторически ушедших от языческого прошлого, включая славянское неоязычество), традицию, конструируемую на основе авторских идей. А. В. Прокофьев, С. Б. Филатов и А. С. Коскелло также отмечают городской характер славянского неоязычества, возникшего и развивающегося именно в городах. Представителями этого неоязычества являются носители городского менталитета. Они провозглашают необходимость физического единения с Природой, но следуют этому немногие. В числе инглиистов в Омске, кроме русских, были татары и казахи.
Социально-экономический статус родноверов существенно варьируется. В их числе есть люди среднего возраста, образованные люди, но, кроме того, малообразованные молодые люди и часто молодые националисты. Елена Головнева писала (2018), что среди омских инглиистов многие были подростками и молодыми людьми, как студентами, так и аспирантами.

## Учения и практики
А. А. Бесков (кандидат философских наук) отмечал аморфность феномена неоязычества: в большинстве движений нет единого вероучения, общего управляющего центра и иерархии, фиксированного членства.
Славянское неоязычество в ряду других европейских неоязыческих религий является типичным, однако отличается высокой ролью в его учениях поддельных текстов и сильным влиянием мифологических конструкций академика Б. А. Рыбакова. Аутентичное славянское язычество представляет собой прерванную традицию. О его конкретном содержании сохранилось очень мало сведений. По этой причине попытки его возрождения приводят, как правило, к сугубо личному творчеству различных харизматиков. Часто славянское неоязычество становится способом реализации эскапистско-утопических настроений, связанных как с архетипичным мотивом «мифологического прошлого», порождающим образ «благородного дикаря-язычника» или «святомудрого предка». Если националистические настроения в среде европейских и американских неоязычников минимальны, то российские родноверы проявляют их активно, что вызывает внимание со стороны властей.
Общим местом учения родноверов является идея большой древности славян (варианты: русские, украинцы и др.), а также славянского (или «славяно-арийского») древнего знания («ведической религии и культуры»), в том числе древних текстов, утраченного (часто по воле злых внешних сил), а ныне возрождающегося. Часто считается, что славянская народная среда, в том числе в России, благодаря своему «двоеверию» сохранила языческие знания. Поскольку историческая наука оставляет мало пространства для националистической романтики и особенно для постулирования физического или культурного превосходства одних народов над другими, родноверие переходит к поддельным текстам, ненаучным построениям и зачастую к радикальной антинаучной позиции. Эта ситуация является одной из причин связи родноверия как с тем, что в общественном сознании часто воспринимается в качестве «альтернативы» науки: эзотерика, неоиндуизм и др., так и с устаревшими научными концепциями («арийцы» как праиндоевропейцы и др.), в настоящее время постулируемыми в псевдоисторических сочинениях и идеологии нацизма; характерны также экологические идеи. Во взглядах на народ характерен крайний примордиализм. Распространено представление о некой северной (арктической) прародине «ариев». Ряд направлений родноверия разделяет идею подлинности «Велесовой книги» (сочинения, выдаваемого за текст IX века, но признанного научным сообществом фальсификацией XX века) и наделяет её статусом своего рода священного писания. «Велесова книга» составила основу русского и украинского неоязыческого национализма. В родноверческой среде происходит формирование собственного сленга. Из христианства славянское неоязычество заимствовало антисемитизм. Из индуизма (воспринимаемого как «арийская» традиция) последователями «индоарийских» направлений русского неоязычества, включая «ведическое родноверие», заимствуются индийские мифы, образы, узоры, предметы. В плане эклектики культурных элементов, психопрактик, символики и терминов славянское неоязычество сближается с движением нью-эйдж. Обряды родноверов могут использовать предметы и символы совершенно разного происхождения. Речь многих неоязычников включает эзотерические понятия и термины различных религий, такие как «медитация», «карма», «дхарма», «чакры», «эгрегор», «энергии» и др. Эта тенденция характерна и для других направлений неоязычества.
В славянском неоязычестве присутствует паранаучный концепт генетической, или родовой памяти, что позволяет неоязычникам говорить о своём учении как о реальном продолжении аутентичной традиции, несмотря на то, что эта утрачена. Неоязычники могут заявлять, что в познании и реконструкции аутентичного язычества научным путём, через обращение к источникам, нет необходимости, поскольку «истинное» знание они получают непосредственно от предков через родовую память. При помощи концепта родовой памяти объясняется также отсутствие единого неоязыческого канона. Понятие «природная вера» («естественная вера», «родная вера», «старая вера») подразумевает язычество как исконную веру, которая наследуется на генетическом уровне.
Этногенетическая мифология славянского неоязычества не имеет отношения к современному научному знанию и научным методам. Как и для предшествующего ему германского неоязычества, для славянского характерен воинствующий антиинтеллектуализм и «научный» популизм. Историк и религиовед Р. В. Шиженский на примере русского неоязычества отмечает попытки родноверов мифологизировать и ремифологизировать историю в ущерб последней. Учёный пишет об отсутствии первичных письменных источников по славянскому язычеству, что не позволяет реконструировать весь спектр этих традиций. Неоязыческая элита не имеет возможности и часто умышленно не желает изучать сохранившиеся реликты и фактически стремится сконструировать собственные теоретические основы нового вероучения. «Обрядово-мифологический багаж» русского неоязычества по ряду причин, в первую очередь его искусственности, не является монолитным. Основополагающая роль в неоязыческом мифотворчеству принадлежит неоязыческому автору, обычно харизматическому лидеру, который опирается лишь на собственные идеологические, политические и религиозные цели и предпочтения. Однако, несмотря на разнообразие, неоязыческие мифы описываются общим определением: относительно устойчивые стереотипы массового сознания, которые обусловлены недостаточным уровнем информированности и высокой степенью доверчивости; пропагандистское и общественное клише, участвующее в целенаправленном формировании общественного сознания.
Многие неоязыческие авторы удревняют историю славян и русских. Так, Юрий Петухов писал о 12 тысячелетиях «подлинной истории русского народа», Александр Асов (2000) из «священных книг» получил сведения «о двадцати тысячах лет, в течение которых рождалась, гибла и вновь возрождалась Русь». Инглиисты начинают свою родословную из 100-тысячелетнего прошлого. Согласно русской «Ригведе» В. М. Кандыбы, «арийский» праотец славян Орий переселился на Землю из космоса за 18 миллионов лет до н. э.
Большинство славянских неоязычников утверждают, что не просто восстанавливает дохристианские верования, а
возрождают «исконную арийскую традицию», якобы свойственную славянам. Часть из них считает, что именно они и являются носителями исконной традиции и ещё существуют исконные язычники, сознательно сохраняющие веру предков, которые представляются как скрытые учителя. Идея наличия тайных учителей — характерный компонент мировоззрения славянского неоязычества, но обычно такие представления свойственны членам общин, выросших из спортивных секций и военно-исторических клубов. Популярны легенды о тайных родах, сохранявших в неприкосновенности дохристианское мировоззрение, тайных поселениях в непроходимой глуши, тайных подлинных жрецах, определяющих направление развития современного язычества.
Другая часть славянских неоязычников, в основном интеллектуалы, считает, что цельного дохристианского мировоззрения до нынешнего времени не сохранилось, но имеется много его осколков — в фольклоре, народных ремёслах, традициях и в православной, особенно старообрядческой, среде. Эта часть неоязычников считает, что в настоящее время следует не восстанавливать старое, а бережно собрать сохранившиеся элементы, выделить ядро традиции и возродить древнюю веру в форме, соответствующей современному менталитету. Они считают, что в настоящее время язычество находится на качественно новом этапе развития традиции, более осмысленном и вытекающем, в частности, и из опыта христианской культуры.
Как и многие другие сторонники псевдонаучных идей, родноверы часто считают свои учения «истинной наукой» (вариант: «русской наукой»), в отличие от «еврейской» «академической» науки («иудео-материалистической науки»), которая якобы пишется с целью скрыть от славян «истину» о великом прошлом и превосходстве над другими народами. Один из родноверческих лидеров, Алексей Добровольский (Доброслав), подобно Гитлеру, гордился отсутствием у него высшего образования и считал, что «образование калечит человека». Пример даёт приключенческий роман Юрия Сергеева «Становой хребет» (1987), главный герой которого в 1920-х годах в якутской тайге обнаруживает пожилых «староверов», хранящих знания о «чудной красы религии, кою испоганили и убили», и тайную библиотеку с текстами, цитирующими «Велесову книгу». Спустя годы главный герой оберегает тайну библиотеки от московского учёного, который сжигает старинные книги.
В русле нацистской идеи об «арийском» праязыке и праписьменности утверждается, что славяне обладали собственной исконной древнейшей письменностью. Под такой письменностью могут пониматься якобы существовавшие славянские руны или «буквица» (исторически слово буквица имеет другое значение — синоним инициала). Распространена идея, что кириллица была создана не на основе греческого алфавита, а происходит от некого исконно славянского алфавита.
Главная угроза для славян в представлении большинства родноверов исходит от евреев как якобы враждебной «ариям» расы («семитов», «семитской расы»). Евреев родноверы, как правило, считают главным источником или проводником мирового зла и своими главными врагами. Многие события мировой истории представлены как результат противоборства «ариев» и евреев. Так, евреи якобы так или иначе ответственны за большую часть войн, возникающих по причине того, что они стравливают «ариев» между собой. Евреи якобы сознательно приводят в действие различные механизмы, вызывающие негативные процессы в современном мире, пытаются установить господство над «ариями», либо вовсе их уничтожить, стремятся завладеть миром или уже владеют им. Действуют они при этом тайно и через посредников — масонов и христиан. В этом контексте происходит демонизация и дегуманизация евреев. Часто они изображаются не просто «иной расой», а некими враждебными существам, не совсем людьми (гибриды преступников всех трёх рас у Валерия Емельянова, «биороботы», созданные древними жрецами с определённой политической целью и наделённые генетически ущербными чертами характера, у Владимира Истархова и Константина Петрова). По убеждению родноверов, неспособные создать ничего положительного, евреи украли все свои культурные достижения у «ариев». Древнее население Палестины считается «славянами-ариями» или их близкими родственниками, а библейское завоевание этого региона древними евреями трактуется как начало длительной экспансии, имеющей своей целью покорение славян («ариев») и установление мирового господства.
В идеологии славянского неоязычества присутствуют идеи «международного еврейства» (Владимир Истархов), «международного сионизма» (Валерий Емельянов, Юрий Петухов, Александр Асов) и «международного жидохристианства» (Алексей Добровольский). Также среди родноверов распространён кровавый навет на евреев.
Иудаизм рассматривается как слабое подражание древнему «арийскому» мировоззрению, и многие сторонники этой идеи обвиняют иудеев в «краже» священных знаний у «арийских» предков, включая даже идею монотеизма. Иудейская религия, по мысли родноверов, представляет собой противостоящий природе аморальный избраннический шовинистический культ. Часто утверждается, что Бог иудаизма мстителен и жесток. Ему противопоставляется доброе божество исконной «арийской (славянской) религии» («мировоззрения»). Это мировоззрение, по мнению неоязычников, включало «арийские» моральные идеалы расовой и половой чистоты, с которыми связывается строгий социальный порядок, основанный на иерархии и корпоративном устройстве общественной жизни, что близко к идеям национал-социализма (например, «языческий социализм» Доброслава и его последователей). По причине распространённости антисемитской идеологии популярными в среде родноверов являются также отрицание Холокоста и антисионизм.
Один из современных лидеров украинских родноверов Галина Лозко (Зореслава), в отличие от основателя украинского родноверия Владимира Шаяна, которого она считает своим учителем, и ряда других украинских неоязычников считает, что украинцев веками угнетают не русские, а «семитская монотеистическая идея, выступающая антиподом арийскому политеизму». Лозко выпустила молитвенное пособие «Православ», в котором последней из десяти «языческих заповедей» была «Не связывайтесь с евреями». Подобные взгляды присутствуют также в польском родноверском сообществе.
Разрушительными для славян родноверы считают также те явления, которые они связывают с евреями, — христианство, глобализацию и общество потребления. Христианство родноверы называют «еврейской религией», чуждой славянину, и не приемлют за его историческую связь с иудаизмом и мораль, призывающую к милосердию и отрицающую идеи приоритета расы и «расовой борьбы». Утверждается, что иудаизм учит повелевать, это «религия рабовладельцев», а христианство, напротив, — «религия рабов», созданная евреями для забвения «ариями» их «истинной родной веры», и, в конечном счёте, для установления мирового господства. Специально критике христианства посвящены такие сочинения славянского неоязычества, как «Христианская чума» (1978) А. М. Иванова (Скуратова) и «Преодоление христианства» (1994) Владимира Авдеева.
Меньшая, но наиболее социально активная часть родноверов относится к христианству резко негативно, другие считают христианство упрощением и извращением традиции, синкретическим культом, который заимствовал много черт от язычества. Утверждается, что язычество фактически поглотило христианство и современное православие является завуалированным язычеством. Многие разделяют идею о морально-этической роли христианства, но считают христианскую аскетику вредной и противоестественной. Родноверы осуждают христианство за тесную связь с государством и нетерпимость к инакомыслию. Иисуса часть славянских неоязычников считает вымышленным персонажем, часть — пророком из ессейских кругов, некоторые полубогом, сыном еврейского племенного бога и смертной женщины.
Весь христианский период представляется эпохой регресса и упадка, порабощения «ариев» пришлыми миссионерами, навязавшими им «рабскую» (христианскую) идеологию. Эти миссионеры родноверами часто рассматриваются как иудеи, «жидомасоны» или их пособники. В то же время славянским «арийским» волхвам или жрецам пришлось прятаться в секретных местах, сохраняя тайные знания, которые ныне были переданы их прямым потомкам-родноверам. Популярна идея о еврейско-хазарском происхождении князя Владимира Святославича, из-за которого он и ввёл христианство, орудие порабощения «арийцев» евреями, и устроил геноцид славян-язычников. Р. В. Шиженский выделяет неоязыческий миф о Владимире и характеризует его как один из наиболее «одиозных» неоязыческих исторических мифов и один из основных по мировоззренческой значимости русских неоязыческих мифов. Автором данного мифа является один из основателей русского неоязычества Валерий Емельянов, который изложил его в своей книге «Десионизация» (1970-е годы). Шиженский отмечает, что неоязыческий миф о Владимире противоречит научным работам по данному вопросу и совокупности исторических источников. Отношение русских родноверов к русскому народному православию часто положительное, так как эта «народная вера», благодаря своему «двоеверию», якобы сохраняет «ведическую традицию». Наиболее распространённый лозунг в родноверии звучит примерно как «Мы дети богов, а не рабы божьи». В полемике с христианством большинство славянских неоязычников проявляет незнание основ христианского учения.
В среде умеренных групп также имеют место острая критика христианства и, несколько реже, осуждение «шовинизма» Ветхого Завета, а также ряд других признаков радикального национализма.
В славянском неоязычестве России и Украины с арийским мифом тесно связан хазарский миф, конспирологическая идея о многовековом «хазарском (еврейском) иге» над Русью и о современных евреях как генетических и культурных наследниках евреев Хазарского каганата, тайно правящих Россией или Украиной. Идея построена на летописных сведениях о дани, которую платила хазарам часть восточнославянских племён, о победе над Хазарией князя Святослава и об иудейском вероисповедании части населения Хазарии. Сторонники идеи считают, что власть над славянами осуществляли именно евреи, эта власть была свергнута князем Святославом, но затем восстановлена князем Владимиром и продолжается вплоть до современности. В связи с этим для обозначения евреев используется эвфемизм «хазары». Утверждается, что Владимир или сам был евреем, или предал Русь евреям («хазарам»), а христианство было введено им именно для порабощения русичей и подчинения их «еврейскому Богу». «Хазарское иго» сторонниками идеи рассматривается как локальный (российский и украинский) вариант всемирного еврейского господства и борьбы «арийцев» и «семитов».
Той же цели достижения мирового господства служит якобы организованное евреями масонство. Глобализация, по мнению родноверов, стирает национальные различия и отрывает народ от природных корней. Общество потребления разрушает духовные ценности. «Еврейская» («академическая», «официальная») историческая наука, с точки зрения родноверов, создана для забвения «арийцами» их «истинной истории». Все эти явления, согласно родноверию, были умышленно созданы, чтобы поработить и эксплуатировать славян и другие «арийские» народы или вовсе уничтожить их.
Историк Д. В. Шляпентох писал, что, как и в Европе, в России неоязычество толкает некоторых своих приверженцев к антисемитизму. Этот антисемитизм тесно связан с негативным отношением к выходцам из Азии, и данный акцент на расовом факторе может приводить неоязычников к неонацизму. Склонность неоязычников к антисемитизму представляет собой логическое развитие идей неоязычества и подражание нацистам, а также является следствием ряда специфических условий современной российской политики. В отличие от предшествовавших режимов современный российский политический режим, а также идеология среднего класса сочетают поддержку православия с филосемитизмом и позитивным отношением к мусульманам. Эти особенности режима способствовали формированию специфических взглядов неонацистов-неоязычников, которые представленны в значительной мере в среде социально незащищённой и маргинализированной русской молодёжи. По их мнению, власть в России узурпировала клика заговорщиков, включающих иерархов православной церкви, евреев и мусульман. Вопреки внешним разногласиям, считается, что эти силы объединились в своём стремлении удержать власть над русскими «арийцами».
«Арийскую» идею и антисемитскую идеологию поддерживают не все направления родноверия. Антихристианскую направленность имеет абсолютное большинство родноверческих движений.
Некоторые исследователи отмечают идеологическую двойственность родноверия. Многие родноверы негативно относятся к глобализации, и отвергают чужие влияния. С другой стороны, эти аргументы не обязательно исключают сотрудничество или общение с другими культурами. По мнению родноверов, развитие собственной культуры является в числе прочего предпосылкой для подлинного диалога и взаимодействия между разными культурами и нациями. Касаясь тенденции сближения неоязыческих, в том числе родноверческих, объединений из разных стран, А. А. Бесков отмечает, что неоязыческий национализм не является преградой для «неоязыческого интернационализма», а антиглобализм, одним из проявлений которого стала популярность этнических религий, сам получает глобальный характер.
Ряд родноверов считает, что их движение продолжает старую веру, традицию, которая никогда не прерывалась. Другие признают, что знания о славянском язычестве очень фрагментарны, и в этом случае утверждают существенность не формы или деталей религии, а её духа. Различается степень синкретичности и отношение к синкретизму. Ряд направлений родноверия признаёт заимствованный характер элементов своих учений, апеллируя к недогматической природе родноверия. Другие относятся к идее заимствования чужих традиций негативно. Ряд направлений отрицает наличие синкретизма в своих построениях. Так, инглиисты, одно из самых синкретических движений в родноверии, утверждают, что они исповедуют самую аутентичную веру. На примере русского неоязычества А. А. Бесков писал о противоречивости соотношения традиций и инноваций. Современные русские волхвы указывают, что они и их последователи — образованные, современные люди, которые вовсе не склонны уходить от мира. Илья Черкасов (волхв Велеслав) считает, что отправление обрядов и использование традиционной одежды полезны, но не являются необходимыми.
Двойственно отношение к индивидуальности. Родноверы могут быть консерваторами и пропагандировать иерархические социальные модели. Но даже в этом случае они считают, что система должна основываться на личных заслугах, а также на свободе и ответственности индивидов. В среде русских родноверов лозунг «Мы не рабы божьи» направлен не только против христианства, но и против таких мифов, как «русский рабский менталитет» и «вечная русская традиция тоталитаризма». В качестве исконно русской формы правления и демократического наследия России рассматривается вече, от которого отказались якобы в результате иностранного влияния. Родноверы стремятся к социальной солидарности, основанной на личной ответственности и социальной справедливости, решения и средства для достижения этой цели различаются. Часто проявлением этого стремления является национализм. Однако сфера солидарности может включать в себя все человечество, а в качестве основы солидарности рассматриваться не только этническая принадлежность, но и общая природа и земля. Фразу «мой Бог рабом меня не кличет» в разговоре с византийским императором произносит главный герой фильма-сказки «Василий Буслаев» 1982 года (режиссёр Геннадий Васильев, в главной роли — Дмитрий Золотухин), представленный как христианин или двоевер, но в то же время свободный русич.
Ряд направлений родноверия относятся к фундаментализму. Однако родноверие, как «природная вера», прославляет разнообразие природы и, таким образом, поддерживает ценности множественности и плюрализма. Идеал «разнообразия природы» может вести к различным выводам. Большинство родноверов признают и ценят культурное, этническое и расовое разнообразие, но для сохранения этого разнообразия предлагают ограничить личную свободу. Этнические различия могут рассматриваться как часть «естественного разнообразия», а межрасовые браки — осуждаться как разрушающие это разнообразие. В своём учредительном заявлении от 1998 года «Объединение родноверов Украины» во главе с Галиной Лозко (Зореславой) утверждало, что многие мировые проблемы проистекают из «смешения этнических культур», которое привело к «разрушению этносферы», являющейся неотъемлемой частью биосферы Земли.
А. В. Прокофьев, С. Б. Филатов и А. С. Коскелло рассматривают неоязычество как комплексное мировоззрение, в основе которого лежит путь личного самосовершенствования. Неоязычник считает себя частью мира, который и есть Бог, свободной творческой личностью.
Историк В. Б. Яшин выделяет следующие основные черты славянского неоязычества:

— Древние представления о мире, хранителями которых провозглашают себя адепты неоязычества, трактуются ими как строго структурированная система высших знаний, превосходящая и религиозный догматизм, и материалистическую ограниченность современной науки, но в то же время гармонично синтезирующая элементы веры и научного мышления (что в реальности обычно оборачивается откровенным иррационализмом и эклектикой).
— Неоязыческие тексты и доктрины отличаются, с одной стороны, наукообразием, широким привлечением понятий, идей и достижений современной науки и техники, псевдорациональной трактовкой фольклорных сюжетов и мифологем. С другой стороны, утверждается, что овладение мудростью предков открывает перед адептом сверхчеловеческую перспективу, преобразует его природу и трансформирует в человекобога, а потому неоязычество проникнуто духом мистицизма и магии.
— Соответственно языческое знание преподносится неоязычниками как тайное, ориентирующееся на избранных, посвященных. Подчеркивается прямая преемственность неоязыческих общин (возникающих на наших глазах) с некими глубоко законспирированными, с жесткой организацией, союзами древних волхвов, не исчезнувших с христианизацией.
— В построениях неоязычников, помимо символики и образов национальной традиции, активно используются фрагменты классических оккультно-эзотерических систем типа гностицизма, Каббалы, теософии и т. п.
— Не менее активно в неоязыческие откровения включаются образы и мотивы жанра фэнтези и весь джентльменский набор современного технократического мифотворчества (палеоконтакт, космические пришельцы, летающие тарелки и пр.)
— Неоязыческая идеология отличается внутренней антиномичностью: с одной стороны, неоязычество склоняется к национализму, к культу исключительного величия своего народа, и в то же время оно утверждает универсальность древнего суперзнания, постулирует существование некой исходной «тайной доктрины», положенной в основу всех известных духовных учений. В связи с этим неоязычество свободно вводит в свои построения фрагменты самых разных «чужеродных» традиций.
— В то же время неоязычество открыто противостоит историческим мировым религиям, хотя одновременно берет на вооружение многое из их догматики, культовой практики и т. д.

— Неоязычество представляет собой наиболее политизированное крыло «новых религиозных движений», и даже поначалу принципиально аполитичные объединения сторонников возрождения «славного прошлого» со временем начинают использоваться определёнными политическими силами.
В славянском неоязычестве получили распространение многие идеи Валерия Емельянова (публикации «Десионизация» и др.): кража евреями великой «арийской» мудрости, народная этимология слова «Палестина», евреи как гибриды преступников разных рас и др. Последнее было воспринято такими авторами, как Александр Баркашов, Юрий Петухов, Ю. М. Иванов, Владимир Истархов. Ряд идей Емельянова из «Десионизации» прямо заимствованы писателем Юрием Сергеевым. Под влиянием Емельянова в фантастическую и паранаучную литературу о древних славянах вошёл ряд терминов-маркеров, упоминание которых указывает осведомлённым на то, что речь идёт о конкретной идеологии, но позволяет избежать обвинений в антисемитизме или расизме: «Опалённый стан» (Палестина); «Сиян-гора» (Сион); «Руса-салем» (Иерусалим); пращуры-степняки, путешествовавшие в древности по всей Евразии; Хазария как паразитическое государство (хазарский миф) и др.
Елена Головнева (доктор философских наук) отметила, что идеи инглиистов не были маргинальными среди неинглиистских русских родноверов.

## История
Как движение славянское неоязычество начало оформляться в Польше среди поляков и украинцев в 1920—1930-х годах. В 1921 году Владислав Колодзей создал «Święte Koło Czcicieli Światowida»; его идеологию продолжает Родная польская церковь — Rodzimy Kościół Polski, зарегистрированная в 1995 году). В 1937 году Ян Стахнюк (псевдоним — Стоигнев), автор книги «Славянский миф», организовал вокруг варшавского журнала «Община» (Zadruga) одноимённое движение (в 1996 году Potrzebowski S. и некоторые другие члены бывшей «Задруги» учредили организацию «Родная вера» (Rodzima Wiara). В стороне от каких-либо движений находился польский военный лётчик Здислав Харлендер, автор книги «Поклоняющиеся Дажбогу Сварожичу» (1937). Во время Второй мировой войны родновер Стефан Потшуский возглавлял подразделение Крестьянских батальонов, сражавшихся с германскими оккупантами Польши. Его подразделение имело храм бога Святовита на секретной лесной базе и проводило групповые обряды. Ян Стахнюк воевал против немцев во время Варшавского восстания. После окончания войны и установления в Польше сталинского режима Стахнюк и Колодзей были арестованы, что помешало созданию родноверческого сообщества.
Родноверие в Украине возникло раньше, чем в России. Первую родноверческую организацию «Родная вера» (укр. «Рідна віра») основал санскритолог профессор Владимир Шаян в 1934 году. Шаян сотрудничал с УПА, в составе которой в 1936 году была сформирована повстанческая группа имени Перуна, в 1943 году в Германии Шаян основывает «Орден рыцарей Бога Солнца». Проникнут неоязычеством был и издававшийся во Львове в 1931—1935 годах украинский литературный журнал «Дажбог» (Б.-И. Антонич и другие). Наиболее известной (по ряду своих книг) современной последовательницей Шаяна в Украине является религиовед Галина Лозко (Волхвиня Зореслава).
В 1964 году украинский эмигрант Лев Силенко (Лев Тигрович Орлигора) начал проповедовать созданную религию «РУН-веру» («Родная украинская национальная вера», силенкоизм) среди украинцев в США, а в 1979 году дописал книгу «Мага Вера» — священную книгу «РУН-веры», основной целью которой является реформирование «древней политеистической веры Русов» в «монотеистическую религию современного образца, во главе с Дажьбогом». Христианство для Силенко — религия рабов, повлёкшая для Украины «горькую судьбу колонизированной страны». «РУН-вера» не использует иконы-изображения Дажьбога, а символом веры является «Тризуб в лучистом солнечном диске». В создании этого религиозного течения принимали активное участие Михаил и София Чумаченко — родители Катерины Ющенко, супруги бывшего Президента Украины.
Шаян и Силенко высоко оценили появление в 1950-х годах «Велесовой книги» (сочинение, выдаваемое за текст IX века, но признанное учёными фальсификацией XX века). Родноверие стало массовым течением в Украине и России только после распада СССР и ознакомления «общественности Украины и России» с «Велесовой книгой» (начиная с 1991 года), которую некоторые родноверы (в частности, Галина Лозко — Зореслава) считают «Волховником», то есть «Священным писанием родноверов». Общины родноверов действовали в Украине с начала 1990-х годов; зарегистрированы с начала 2000-х годов.
В середине XX века среди белоэмигрантов появились авторы, выступающие с апологией неоязычества. К их числу принадлежали Александр Куренков (псевдоним — Ал. Кур, 1891—1971) и писатель Юрий Миролюбов (1892—1970), впервые опубликовавшие в 1953—1957 годах в журнале «Жар-птица» (Сан-Франциско) ставшую впоследствии «Библией» неоязычников «Велесову книгу». Миролюбову также принадлежит ряд псевдоисторических сочинений, в том числе книга «Риг-Веда и Язычество», Куренкову — книга «Из истиной истории наших предков». Близок к ним был также биолог Сергей Лесной (настоящее имя — С. Я. Парамонов, 1894—1967), автор книг «История „руссов“ в неизвращенном виде» (1953—1960) и «„Влесова книга“ — языческая летопись доолеговской Руси: История находки, текст и комментарий» (1966). Сведений о существовании вокруг них какого-либо неоязыческого движения нет.
Одним из переводчиков «Велесовой книги» на русский язык был Б. А. Ребиндер, инженер из города Руайя во Франции, родившийся в России, также увлечённый «праисторией славян». Он присылал сочинения Миролюбова В. Безверхому, одному из первых идеологов русского неоязычества, и другим российским сторонникам неоязычества. Ребиндер прислал в Отдел древнерусской литературы Института русской литературы Академии наук СССР материалы по «Велесовой книге». В 1993 году на украинском языке была выпущена его книга, содержавшая апологетику «Велесовой книги».
В СССР «Велесова книга» стала известна благодаря программной статье «Витязи» (1971) участника советского движения русских националистов, получившего известность как «русская партия», поэта Игоря Кобзева, который увлекался русским язычеством и противопоставлял его «насильно насаждённому» христианству, якобы нанёсшему непоправимый вред исконной русской культуре. Статья была направлена против искажений русского языка и русской истории некими недоброжелателями, тогда как на самом деле, по мнению Кобзева, «у русского народа, так же как и у русского языка, бесконечно глубокие корни, уходящие в туманнейшие дали тысячелетий». Кобзев требовал издания текстов «Велесовой книги» (1977) и публиковал стихотворные переводы отдельных её отрывков (1982). Также автор призывал бороться с сионизмом.
Современное русское неоязычество сложилось во второй половине или конце 1970-х годов и связано с деятельностью московского арабиста Валерия Емельянова (неоязыческое имя — Велемир) и бывшего диссидента и неонацистского активиста Алексей Добровольского (неоязыческое имя — Доброслав).
С 1986 года мастер единоборств и писатель Александр Белов (Селидор) начал создавать клубы славяно-горицкой борьбы, неотъемлемой частью которой является и языческое мировоззрение с культом бога воинов Перуна.
В 1989 году Емельянов и Белов на базе «Всемирного антисионистский и антимасонский фронт (ВАСАМФ) „Память“» Емельянова и Клуба славяно-горицкой борьбы Белова и Добровольского основали родноверческую «Московскую славянскую языческую общину». В 1990 году Белов исключил Емельянова, Добровольского и их сторонников из общины за политический радикализм.
Первые религиозные родноверческие общины в СССР появились в конце 1980-х годов, но они не имели официального статуса и затруднительно составить ясное представление об их фактическом масштабе. Они состояли из интеллектуалов: кандидат физико-математических наук Николай Сперанский (Велимир), архитектор Анатолий Рядинский (Берендей), психолог Григорий Якутовский (Всеслав Святозар, один из первых разработчиков обрядности), и другие. Средой формирования общин были исследователи русского фольклора, этнологи, историки, художники и ремесленники, которые не принимали происходивший в стране процесс усиления общественной роли Русской православной церкви.
Старейшим русским неоязыческим религиозно-политическим обществом («ведического» направления) стал «Союз венедов», основанный в июне 1990 года в Ленинграде философом В. Н. Безверхим (языческое имя — Дед Остромысл) (1930—2000) на базе существовавшего с 1986 года неформального «Союза волхвов».
Примерно одновременно с Безверхим начал свою деятельность в Ленинграде врач-психотерапевт Сергей Семёнов и его Духовный союз «Тезаурус», начавшийся в 1984 году со Студии (клуба) психической культуры, закрытой властями в 1987. Своё учение Семёнов именует «Русская Веда», или «аутентизм». Целью является достижение людьми уровня богочеловечества в пантеистическом Боге-Роде, в чём ключевая роль принадлежит России-богоносице и славянскому язычеству.
В 1987 году под Челябинском было обнаружено укрепленное поселение, датируемое XVII—XVI веками до н. э. и получившее название Аркаим. Похожие фортификации были давно известны в Центральной Азии, но впервые столь обширная постройка была найдена на территории собственно России. Эта территория должна была быть затоплена при строительстве водохранилища, и научная общественность надеялась спасти исторический памятник, настаивая на его абсолютной уникальности. Поддержку оказали сторонники «арийской» идеи, представившие Аркаим столицей древней «арийской» (славянской) цивилизации. Эта поддержка была одобрена частью научного сообщества, и мифологизация Аркаима приобрела большие масштабы, не встречая противодействия. В этом процессе участвовали также некоторые местные учёные и представители местных властей.
В 1991 году в Омске возникло движение инглиизма во главе с эзотериком Александром Хиневичем («Патер Дий»). В 1999 — начале 2000-х годов были впервые изданы «Славяно-арийские веды», написанные Хиневичем
. В инглиизме считаются священными текстами, переводом древних «славянских и арийских» священных писаний, написанных рунами на золотых пластинах, самая старая часть которых якобы создана 40 тысяч лет назад.
По словам историка В. Б. Яшина, несмотря на судебные преследования, с начала 2000-х годов инглиизм укрепился, превратившись в децентрализованное движение из нескольких десятков объединений преимущественно в формате религиозных групп, которое распространено не только в различных регионах России, например, в Краснодарском крае, Челябинске, Тюменской области и Москве, но также присутствует в Украине, Германии, Чехии и других странах. По состоянию на 2009 году движение имело общины также в Эстонии, Латвии, Литве, США и Канаде.
В 1992 году Асов издал книгу «Русские Веды. Песни птицы Гамаюн. Велесова книга» в издательстве журнала «Наука и религия», где он являлся редактором отдела истории славянства. Издание содержит текст «Велесовой книги», выполненный «велесовицей» с переводом Асова, в выходных данных названным волхвом Бусом Кресенем. Это издание с многотысячным тиражом и рассылкой по всем библиотекам стало информационным поводом массового повсеместного возникновения родноверия.
Родноверские группы действуют также в Беларуси, хотя в стране движение возникло в 1990-е годы, намного поздне, чем в России и Украине. По состоянию на 2015 год движение было небольшим и тесно связанным с романтической интеллигенцией и националистически настроенными политическими кругами. Неоязычество в Беларуси стремится обосновать свою автохтонность, апеллируя к традициям. Оно представлено «белорусским» направлением, в рамках которого делается акцент на белорусской национальной самобытности и независимости, и «русским» направлением, выступающим за славянское единство, но включающим русский национализм, обычно радикальной направленности. Неоязычники в Беларуси могут выступать антагонистами: одни рассматривают себя частью «русского пространства», а другие признают белорусов отдельным славянским народом. Родноверие популярно среди некоторых интеллектуалов пророссийских культурных фракций (например, Владимир Сацевич). Направление неоязыческой мысли, связанное с идеей синтеза общеславянской космологии, опирается на псевдонаучные идеи российских неоязыческих авторов, в частности, Владимира Данилова и Александра Асова, а также неоязыческого автора В. Разумова. Некоторые белорусы, наоборот, рассматриваются язычество как средство противостояния экспансии России и Русской православной церкви, которые они считают чуждыми. Другие авторы считают белорусов славянизированными балтами, наиболее близко связанными со пруссами, и разработали религию, опирающуюся на балтийское неоязычество и называемую «Друва», духовный центр которой должен быть основан в Черняховском районе Калининградской области России, где находилось древнее прусское Ромувское святилище. Политолог О. Кравцов призывал сделать «Друву» основной национальной религией Беларуси. Центральное место во многих направлениях белорусского родноверия занимает поклонение Святогору. Наиболее заметными организациями неоязычников Беларуси названы ориентирующаяся на балтскую традицию «Radzimas» и на славянскую — «Наследие. Содружество родовичей». Действует Центр этнокосмологии «Крыўя» (бел. Цэнтр Этнакасмалогіі «Крыўя») С. Санько, который ориентируется на идеи возрождения балто-кривичских традиций.
Русское, белорусское и украинское неоязычество имеют между собой большое число сходств, поскольку они развивались в примерно одинаковой идейной среде, в том числе их сходством является националистическая направленность.
В постсоветское время рост неоязыческого движения происходил в Восточной Европе.
Современное родноверие в Чехии возникло в 1995—1996 годы, когда были основаны две группы: «Народный фронт кастистов» (чеш. «Národní Front Castistů», где «кастисты» возникло как неологизм от латинского castus, «чистый») и группа «Радгошть», основанная уроженцем Неаполя антропологом и профессором славянских языков Джузеппе Майелло (славянское имя Дерван) среди студентов философского факультета Карлова университета в Праге. Две группы, переименованные соответственно в «Род Яровита» и «Род Макоши», объединились в 2000 году и образовали Содружество «Родная вера» (чеш. Společenství «Rodná Víra»).
Родноверие получило распространение в странах бывшей Югославии в начале XXI века. В 1990-х и 2000-х годах в Сербии существовала родноверческая группа «Славянский круг» («Slovenski Krug»), объединявшая славянскую дохристианскую религию с ритуальной структурой, заимствованной у «Герметического ордена Золотой зари». Существует Содружество родноверов Сербии «Старославцы» (сербохорв. Удружење родноверних Србије «Старославци»). В Словении около 2005 года была создана группа «Староверческий приход Световид» («Staroverska Župa Svetovid»), возникшая в результате объединения более старой группы Ажда с последователями военного историка Матьяжа Вратислава Анжура. По состоянию на 2013 год в нём было от десяти до пятнадцати членов. В 2011 году в Боснии был основан «Сварожий круг» («Svaroži Krug»).
В 1990-х и 2000-х годах в Болгарии были созданы группы «Альянс Дуло», «Воины Тангры» и «Болгарская орда 1938». Эти группы имеют сильную политическую мотивацию, являясь крайне националистическими, антизападными и антисемитскими. Родноверческие группы и отдельные родноверы сыграли существенную роль в создании в 2002 году болгарской ультраправой зонтичной организации «Онгал». По состоянию на 2013 год родноверческие группы в Болгарии описывались как имеющие мало членов и мало влияния. Некоторые болгарские родноверы идентифицируют себя как потомки тюркских булгар и поэтому склоняются к среднеазиатскому шаманскому типу родноверов, находящемуся под влиянием тюрко-монгольской религии. Они объединены в Движение «Воины Тангра» (болг. Движение «Воини на Тангра»).

## Издательства и периодические издания
В 1937 году Ян Стахнюк организовал вокруг варшавского журнала «Община» (Zadruga) одноимённое движение. Проникнут неоязычеством был издававшийся во Львове в 1931—1935 годах украинский литературный журнал «Дажбог» (Б.-И. Антонич и другие).
Литературу неоязыческого, расистского, антисемитского и антихристианского характера выпускает московское издательство «Русская правда», официально зарегистрированное в 1994 году, учредителем которого является неоязыческий публицист Александр Аратов (неоязыческое имя — Огневед). Издательство ставит целью «издание и распространение литературы по арийско-славяно-русским вопросам». Выпускает, в частности, газету «Русская правда». Издатели «Русской правды» делали рекламу Алексею Добровольскому (Доброславу), одному из основателей русского неоязычества. В 1997 году Валерий Емельянов, один из основателей русского неоязычества, вместе с небольшим числом последователей присоединился к малочисленному РНОД Аратова и стал главным редактором газеты «Русская правда». С 1997 года издательство «Русская правда», представленное Аратовым, составило, совместно с Калужской славянской общиной и другими группами, ядро крупного неоязыческого объединения ССО СРВ. Осенью 2001 году ряд бывших лидеров Народной национальной партии и РНЕ совестно с редакцией газета «Русская правда» объединились для создания Национально-державной партии России. Историк В. А. Шнирельман характеризует издательство и газету «Русская правда» как антисемитские.
Многие современные общины публикуют собственные периодические издания, обычно в форме небольшого листка с ограниченным тиражом. Наиболее известные периодические неоязыческие издания в России — «Мифы и магия индоевропейцев» (издатель аналитическая группа «Северный ветер», издательство «София», тираж 3,5 тысяч экземпляров), который посвящён языческой мифологии, вероучению, магии и истории России; «Наследие предков» (без строгой периодичности в разных издательствах), придерживающийся резко националистических позиций.
«Московская славянская языческая община» выпускала журнал «Сокол», занимавший неонацистскую позицию. Журнал был ориентирован против христианства с антисемитских позиций — как против иудаизированной религии. По утверждениям авторов, место христианских заповедей и морали должна занять кровная месть.
В Санкт-Петербурге издаётся журнал «Волхв», сочетающий атеизм со славянским неоязычеством, представленным как отрасль науки.
В 1990-х годах в Киеве нерегулярно издавался неоязыческий журнал «Индо-Европа» (укр. «Iндо-Європа»), главным редактором которого был кандидат филологических наук и сторонник украинской версии псевдоисторической «арийской» идеи Виталий Довгич. Журнал ставил одной из основных своих задач «покончить с официальной теорией происхождения трёх восточнославянских народов». Этой теории журнал противопоставлял версию «Велесовой книги» и идеи Льва Силенко, основателя украинского неоязыческого движения РУН-вера. В 1994 году редакция журнала выпустила три номера газеты «Русь Киевская», излагавшей те же идеи.
Галина Лозко (Зореслава), доктор философских наук и один из современных лидеров украинских родноверов, является создателем журнала «Сварог».

## Связи между движениями
Налажены активные контакты между неоязыческими общинами России, Украины, Прибалтики, Польши, Западной Европы. Российские неоязычники приглашают неоязычников из других стран на большие праздники, которые проводятся в течение нескольких дней за городом.
Действуют международные организации, объединяющие представителей различных «этнических религий» (неоязыческих движений). В 1997 году в Литве состоялся конгресс этнических религий. Если ранее контакты носили преимущественно эпизодический характер, то в 1997 году возникает налаженное сотрудничество. Преимущественно это заметно в действиях неоязыческих общин из славянских стран. В 2000 году во Всемирный конгресс этнических религий входил ряд общин из России, в том числе ССО СРВ. В России имеют место контакты с неславянским неоязыческими движениями в Марий Эл, Удмуртии и др.
Предпринимаются попытки превратить родноверческое движение в наднациональную религию. Так, с 2003 года относительно регулярно проводится «Родовое славянское вече», на котором встречаются значимые представители неоязыческих объединений России, Украины, Беларуси, Польши, Сербии и других стран. Представляет преимущественно расистское крыло родноверия.

## Оценки
В научной литературе отмечаются такие положительные стороны родноверческого движения, как стремление лучше понять, во что верили древние предки, любовь к отечеству, опора на национальные ценности, защита традиционной культуры, языческое мировоззрение как основа гармоничного взаимодействия с природой и обществом, пропаганда здорового образа жизни, в том числе народной медицины и воинских упражнений.
По мнению А. А. Бескова, в условиях религиозной разобщённости современных славянских народов славянское неоязычество, апеллирующее к предполагаемому в прошлом культурному и языковому единству, теоретически обладает большим потенциалом для сближения их друг с другом, чем любая другая религия.
Некоторые объединения неоязычества, в частности славянского, оцениваются исследователями как экстремистские радикально-националистические. Отмечаются антихристианские, националистические, антисемитские и расистские настроения неоязыческих групп.
Историк и археолог Л. С. Клейн негативно оценивает деятельность славянских неоязычников, которых, по его мнению, на самом деле не интересует, «чему молились их древние предки, и как они ладили свои обряды, какие празднования они справляли, во что одевались. Их нынешние праздничные и обрядовые действия, придуманные в стиле a la russe (а ля рюс), — это шоу, спектакль, балаган. А сами они — скоморохи. Не заботит их (по крайней мере, их вождей) и чистота древней языческой религии. Они щедрой рукой вплетают в неё заимствования…». Клейн пишет, что неоязычники, на словах отстаивая чистоту славянской культуры, на деле постоянно используют лучше известные и разработанные неславянские мифологии, заимствуя из них от отдельных образов и обрядов до целых культовых систем.
Сходная оценка деятельности родноверов даётся и белорусским публицистом, учёным и бывшим деятелем неоязыческого движения Алексеем Дзермантом:

Календарь праздников и пантеон богов у них обычно складывается из фрагментов, характерных не для конкретной локальной традиции, а заимствованных из разных восточно- и западнославянских, индийских, скандинавских источников, «кабинетной» мифологии; фольклорные тексты, как правило, игнорируются, а фальсификаты вроде «Велесовой книги» почитаются за «святые писания», традиционные обряды заменяются придуманными ритуалами, вместо исполнения обрядовых песен голосятся пафосные «молитвы», фольклорная музыка либо совсем отсутствует, либо представлена в «балалаечной» форме, под «славянскими» одеждами понимаются безвкусные стилизации раннесредневековых и народных нарядов, совсем немотивированно используются знаки и символы, тексты «родноверов»-идеологов проникнуты профанной эзотерикой, паранаучностью, сомнительными историческими «открытиями» и национальной мегаломанией.
Учёные указывают на псевдонаучный характер «арийской» идеи. Нет доказательств существования «арийской расы» и высокоразвитой «арийской» цивилизации. Исторические арии являются предками только индоиранских народов, то есть они являются не предками или потомками германцев, славян, кельтов и т. д., а народами, имевшими с ними общих предков в лице древних индоевропейцев. Славяне надежно не фиксируются в археологических материалах и письменных источниках ранее VI века, хотя данная этническая общность могла существовать и ранее. Праславянский язык имеет более раннюю историю, но нет оснований считать его древнее ближайших родственных ему языков. Также нет оснований для идеи о физическом или культурном превосходстве славян.
Вопреки популярности в славянском неоязычестве терминов «Веды», «ведическая культура», «ведическая Русь» и т. п. применительно к русской или славянской истории и культуре, термин Веды в исторических источниках известен лишь как обозначение древних священных писаний индуизма.
Патриарх Московский и всея Руси Алексий II на открытии Архиерейского собора 2004 года назвал распространение неоязычества одной из главных угроз XXI века, поставив его в один ряд с терроризмом и «другими губительными явлениями современности». В связи с этим «Круг языческой традиции» направил в Священный синод Русской православной церкви открытое письмо, которое было передано 18 октября 2004 года в ОВЦС Московского патриархата. В этом открытом письме говорилось о недопустимости заявлений, задевающих честь и достоинство современных язычников и нарушающих законы «О свободе совести и о религиозных объединениях» и «О противодействии экстремистской деятельности».
На открытии XVIII Всемирного русского народного собора в 2014 году патриарх Московский и всея Руси Кирилл утверждал, что на пути сохранения национальной памяти

к сожалению, возникают достаточно болезненные и опасные явления. К таковым относятся попытки конструировать псевдорусские языческие верования. С одной стороны, это крайне низкая оценка религиозного выбора русских людей, тысячу лет живущих в лоне Православной Церкви, а также исторического пути, пройденного православной Русью. С другой стороны, это убеждённость в своём личном и узкогрупповом превосходстве над собственным народом.
Корни данного общественного явления патриарх видит в «тенденции игнорирования значения русского народа» и «ревизии русской истории» в 1990-е годы, в результате которых у многих соотечественников пошатнулась «вера в свой народ и в свою страну»:

Насколько надорвано должно было быть национальное сознание, в каких пещерах мысли и духа оно должно было оказаться, чтобы кто-то, считая себя носителем русской национальной идеи, отказался от святых и героев родной истории, от подвига своих предков, и сделал своими кумирами нацистов и их приспешников?
Ряд противников неоязычества выдвигает не имеющие оснований конспирологические идеи, что это явление является результатом реализации плана Андропова или Далласа, проектом мирового сионизма, Госдепа или Антихриста.
Историк и религиовед Р. В. Шиженский считает, что родноверие не представляет опасности, а радикальными группами должны заниматься правоохранительные органы.
Религиовед A. B. Гайдуков писал:

Адекватный подход к славянскому неоязычеству может обеспечить переход основной массы его участников в природно-экологические типы групп, разрядив тем самым национальную напряжённость и высвободив большие силы для потенциального созидания в условиях новой идентичности.

### Научная
на русском языке:
- Аверина О. Р., Байков Н. М. Экстремистская символика в интернет-пространстве как фактор угрозы социализации молодежи // Власть и управление на Востоке России. — 2017. — № 3 (80). — С. 79—86.
- Агальцов А. Н. Российское неоязычество как религиозно-нравственный феномен / дисс. … канд. филос. наук : 09.00.14; [Место защиты: Тул. гос. пед. ун-т им. Л. Н. Толстого]. — Тула: ТГПУ имени Л. Н. Толстого, 2010. — 133 с.
  - Агальцов А. Н Российское неоязычество как религиозно-нравственный феномен : автореф. дис. … канд. филос. наук : 09.00.14 / Агальцов Андрей Николаевич; [Место защиты: Тул. гос. пед. ун-т им. Л. Н. Толстого]. — Тула, 2010. — 18 с.
- Андреева Ю. О. Представления о народных традициях в движении «Звенящие кедры России» // Аспекты будущего по этнографическим и фольклорным материалам / Отв. ред. Т. Б. Щепанская. — СПб.: МАЭ РАН, 2012. — С. 231—245. — 356 с. — ISBN 978-5-88431-204-3.
- Аристова Л. Г., Гармай А. В., Грибов М. О., Филлипова Е. Г. «Велесова книга» — художественное произведение или исторический документ? // Сборник Русского исторического общества. — М., 1999. — Т. 1 (149). — С. 105.
- Асеев О. В. Язычество в современной России: Социальный и этнополитический аспекты : дисс. к. филос. н.:09.00.06. — М., 1999. — 160 с.
- Бесков А. А. Парадоксы русского неоязычества // Colloquium heptaplomeres : научный альманах  / Научно-исследовательской лаборатория «Новые религиозные движения в современной России и странах Европы». Нижегородский государственный педагогический университет имени Козьмы Минина. — Н. Новгород: НГПУ, 2014. — № 1. Язычество в XX—XXI веках : российский и европейский контекст. — С. 11—23.
- Бесков А. А. Реминисценции восточнославянского язычества в современной российской культуре (статья первая) // Colloquium heptaplomeres : научный альманах  / Научно-исследовательской лаборатория «Новые религиозные движения в современной России и странах Европы». Нижегородский государственный педагогический университет имени Козьмы Минина. — Н. Новгород: НГПУ, 2015. — № 2. — С. 6—18.
- Бесков А. А. Реминисценции восточнославянского язычества в современной российской культуре (статья вторая) // Colloquium heptaplomeres : научный альманах  / Научно-исследовательской лаборатория «Новые религиозные движения в современной России и странах Европы». Нижегородский государственный педагогический университет имени Козьмы Минина. — Н. Новгород: НГПУ, 2016. — № 3. — С. 6—24. — ISSN 2312-1696.
- Бесков А. А. Реминисценции восточнославянского язычества в современной российской культуре (статья третья) // Colloquium heptaplomeres : научный альманах  / Научно-исследовательской лаборатория «Новые религиозные движения в современной России и странах Европы». Нижегородский государственный педагогический университет имени Козьмы Минина. — Н. Новгород: НГПУ, 2017. — № 4. — С. 7—19. — ISSN 2312-1696.
- Бесков А. А. Восточнославянское язычество в зеркале российской повседневности // Kultūras studijas. — Daugavpils: Daugavpils University, Saule, 2018. — Т. X. — ISSN 1691-6026.
- Бесков А. А. Язычество восточных славян перед лицом современности. — СПб.: Дмитрий Буланин, 2018. — 192 с. — (Научно-популярная серия РФФИ). — ISBN 978-5-86007-893-2.
- Бесков А. А. Восточнославянское язычество : Религиоведческий анализ. — Saarbrucken: LAP.
- Бесков А. А. Полезен ли анализ неоязыческих сообществ в соцсетях для оценки численности последователей русского неоязычества? // Государство, религия, церковь в России и за рубежом  / Российская академия народного хозяйства и государственной службы. — М., 2020. — Т. 3, № 38. — С. 306—330. — ISSN 2073-7203. — doi:10.22394/2073-7203-2020-38-3-306-330.
- Бесков А. А. Этнорелигиозное измерение современной русской идентичности: православие vs неоязычество // Studia Culturae. — СПб.: ANO DPO, 2020а. — Т. 3, № 3 (45). — С. 106—122. — ISSN 2310-1245.
- Васильев М. А. Рец. на: Неоязычество на просторах Евразии. М., 2001 // Славяноведение. — 2002. — Вып. 4. Архивировано 7 января 2012 года.
- Неоязычники // Верховский А. М., Прибыловский В. В., Михайловская Е. Национализм и ксенофобия в российском обществе. — М.: Информационно-экспертная группа «Панорама», 1998. — С. 39—41.
- Гагуа Р. Б. Неоязычество в Беларуси // Устойчивое развитие экономики: состояние, проблемы, перспективы:  материалы III  Международно научно-практической конференции, Пинск, 23—25 апреля 2009 г.: в 2 ч.  / Полесский государственный университет; редкол. : К. К. Шебеко (гл. ред.) [и др.]. — Пинск: ПолесГУ, 2009. — С. 8—9.
- Гайдуков A. B. Реконструкция и возрождение дохристианских верований в современной России // Поиски исторической психологии. Сообщения и тезисы докладов Международной междисциплинарной научной конференции. — СПб. 21—22 мая 1997 г / Под набл. Т. В. Партаненко (кандидат философских наук, Санкт-Петербург) и В. И. Старцева. — СПб.: РГПУ имени А. И. Герцена, 1997.
- Гайдуков A. B. Политические аспекты возникновения неоязычества в России // Герценовские чтения. 1997. Актуальные проблемы социальных наук. — СПб.: ФСН РГПУ имени А. И. Герцена, 1998. — С. 157—160.
- Гайдуков A. B. Молодёжная субкультура славянского неоязычества в Петербурге // Молодёжные движения и субкультуры Санкт-Петербурга (социологический и антропологический анализ)  / отв. ред. В. В. Костюшев (кандидат философских наук, до 2016 года профессор НИУ «Высшая школа экономики», Санкт-Петербург). — СПб.: Норма, 1999. — С. 24—50. — ISBN 5-87857-031-9.
- Гайдуков А. В. Национальная идея в славянском неоязычестве // Вестник всеобщей истории: Межвузовский сб.. — СПб.: Нестор, 1999. — Вып. 2. — С. 111—127.
- Гайдуков А. В. Воспитание детей и подростков в славянском неоязычестве  / Вестник всеобщей истории: Межвузовский сборник Кафедра всеобщей истории РГПУ им. А. И. Герцена. — СПб.: Нестор, 2000. — Вып. 3. — С. 12—23.
- Гайдуков А. В. Идеология и практика славянского неоязычества : дисс. к. филос. наук: 09.00.06 — философия религии. / Российский государственный педагогический университет имени А. И. Герцена. — СПб., 2000. — 165 с.
- Гайдуков А. В. Легитимность славянского неоязычества: особенности взаимоотношения с государственной властью. — Герценовские чтения 2004: Актуальные проблемы социальных наук. — СПб.: ФСН РГПУ им. А. И. Герцена, 2004. — С. 274—278.
- Гайдуков А. В. Современное славянское (русское) язычество в Петербурге: конфессиональная динамика за десятилетие // Религиозная ситуация на северо-западе России и в странах Балтии (традиции и современность): сб. ст. по итогам II Междунар. науч. конф., 21-22 февр. 2005 / сост. и отв. ред.: А. Ю. Григоренко, А. М. Прилуцкий. — СПб.: Светоч, 2005. — С. 39—57. — 302 с. — ISBN 5-901621-16-6.
- Гайдуков А. В. Современное славянское язычество и государственные структуры : проблемы и особенности взаимоотношений // В обществе мысли: Труды Общеобразовательного факультета Межрегионального института экономики и права. Вып. 1 / Ред. С. Э. Никулин. — СПб., 2007. — С. 46—59.
- Гайдуков А. В. «Неоязычество» : проблемы трактовки и использования термина // Герценовские чтения 2009. Актуальные проблемы социальных наук / Ред. В. В. Барабанов; сост. А. Б. Николаев. — 2010. — С. 328—335.
- Гайдуков А. В. Славянское новое язычество в России: опыт религиоведческого исследования // Новые религии в России : двадцать лет спустя : материалы Международной научно-практической конференции, Москва, Центральный дом журналиста, 14 декабря 2012 г / Центр религиоведческих исследований «Религиополис», Каф. социологии и упр. социальными процессами Академии труда и социальных отношений; редкол.: Е. С. Элбакян (отв. ред.) и др.. — СПб.: Древо жизни, 2013. — С. 169—180. — 240 с.
- Гайдуков A. B. Проблема иностранного влияния на развитие славянского нового язычества (родноверия) в России // Colloquium heptaplomeres : научный альманах  / Научно-исследовательской лаборатория «Новые религиозные движения в современной России и странах Европы». Нижегородский государственный педагогический университет имени Козьмы Минина. — Н. Новгород: НГПУ, 2016б. — № 3. — С. 43—47.
- Гайдуков A. B. Отношение современных язычников к различным конфессиям (предварительные итоги социологических опросов) // Религия и письменность как факторы формирования славянской культуры. Сборник докладов XXIII Международных Кирилло-Мефодиевских чтений, 22—26 мая 2017 г / Институт теологии Белорусского государственного университета ; ред.-сост. С. И. Шатравский, свящ. Святослав Рогальский. — Минск: Позитив-центр, 2018. — С. 233—236. (Статья на Пантеон).
- Гайдуков A. B., Скачкова Е. Ю. Одежда и священные знаки в воззрениях современных родноверов (по материалам социологического исследования) // Знаки и знаковые системы народной культуры — 2019. Материалы 4-й Международной научно-практической конференции. 29—30 ноября 2019 г. Санкт-Петербург. — СПб., 2019. — С. 282—293.
- Гайдуков A. B., Саберов Р. А., Шиженский Р. В. К вопросу о методологии изучения российского неоязычества // Общество: философия, история, культура. — 2021. — № 3.
- Гайдуков A. B., Скачкова Е. Ю. «Славянская» символика как способ социализации в языческой субкультуре позднего модерна // Социология религии в обществе позднего модерна. — 2021. — № 10. — С. 83—89.
- Гайдуков A. B., Тимофеева В. А. Женщина в современном язычестве // Colloquium heptaplomeres : научный альманах  / Научно-исследовательской лаборатория «Новые религиозные движения в современной России и странах Европы». Нижегородский государственный педагогический университет имени Козьмы Минина. — Н. Новгород: НГПУ, 2018. — № 5 / составители: А. А. Бесков, Р. В. Шиженский. — С. 17—24.
- Гронский А. Д. Неоязычество как фактор деконструкции национального самосознания белорусов // Colloquium heptaplomeres : научный альманах  / Научно-исследовательской лаборатория «Новые религиозные движения в современной России и странах Европы». Нижегородский государственный педагогический университет имени Козьмы Минина. — Н. Новгород: НГПУ, 2015. — № 2. — С. 64—69. — ISSN 2312-1696.
- Дымерская-Цигельман Л. Советские корни современного антисемитизма // Форум новейшей восточноевропейской истории и культуры — Русское издание. — 2006. — № 2. — С. 1—68.
- Кавыкин О. И. «Родноверы». Самоидентификация неоязычников в современной России / Отв. редактор Т. В. Евгеньева. — М.: Институт Африки РАН, 2007. — 232 с. — ISBN 978-5-91298-017-6.
- Клейн Л. С. Воскрешение Перуна : К реконструкции восточнославянского язычества. — СПб.: Евразия, 2004. — 480 с. — (Magicum). — ISBN 978-5-8071-0153-7.
- Коноплева А. А., Кахута И. О. Причины популярности неоязычества в современном российском обществе // Манускрипт. — Тамбов: Грамота, 2019. — Т. 12, вып. 10. — С. 223—226. — ISSN 2618-9690.
- Коскелло А. С. Современные языческие религии Евразии : крайности глобализма и антиглобализма // Религия и глобализация на просторах Евразии / Под ред. А. В. Малашенко и С. Б. Филатова. — М.: Неостром, 2005.
- Коскелло А. С. Движение «Звенящие кедры России» (последователи идей Владимира Мегре, анастасийцы) // Современная религиозная жизнь России. Опыт систематического описания / Отв. ред. М. Бурдо, С. Б. Филатов. — М.: Логос, 2006. — Т. IV. — С. 290—304. — 366 с. — 2000 экз. — ISBN 5-98704-057-4.
- Коскелло А. С. Современные языческие религии Евразии : крайности глобализма и антиглобализма // Религия и глобализация на просторах Евразии / Под ред. А. В. Малашенко и С. Б. Филатова. — 2-е изд. — М.: РОССПЭН, Московский Центр Карнеги, 2009. — С. 295—329. — 341 с. — ISBN 978-5-8243-1153-2.
- Криницына О. П. Славянские фэнтези в современном литературном процессе: поэтика, трансформация, рецепция. Автореферат диссертации на соискание ученой степени кандидата филологических наук / Челябинский государственный университет. — Пермь, 2011. — 23 с. Архивировано 27 октября 2021 года.
- Кузьмин А. Г. Неоязыческая печать в современной России: особенности идеологии и пропагандистской деятельности // Исторические, философские, политические и юридические науки, культурология и искусствоведение. Вопросы теории и практики. — Тамбов: Грамота, 2014. — № 12 (50) : в 3-х ч. Ч. 1.. — С. 121—124. — ISBN 1997-292X.
- Кузьмин А. Г. Явление лингвофричества в неоязыческом направлении. Движения современных русских националистов: опыт анализа // Политика постправды в современном мире. Сборник материалов по итогам Всероссийской научной конференции с международным участием «Политика постправды и популизм в современном мире» 22–23 сентября 2017 года / Под ред. О. В. Поповой. — СПб.: Скифия-принт, 2017. — С. 119—123. — 282 с.
- Кузнецов М. Н. Российское неоязычество: история, идея и мифы. — Рязань: Зёрна, 2018. — 175 с. — 2000 экз. — ISBN 978-5-6041175-0-7.
- Кутарев О. В. Неоязычество Европы // Философия и культура. — 2014. — № 12. — С. 1801—1810.
- Лакер, Уолтер. Чёрная сотня. Происхождение русского фашизма = Black Hundreds: The Rise of the Extreme Right in Russia. — М.: Текст, 1994. — 432 с. — ISBN 5-7516-0001-0.
- Ларюэль М. Арийский миф — русский взгляд / Перевод с французского Дмитрия Баюка. 25.03.2010 // Вокруг света. — 2010.
- Мачуда Й. (доктор этнологии — PhD, куратор отдела истории и этнографии Южноморавского музея в Зноймо, Чехия). Чешская община «Родная вера» — возвращение к духовности предков // Colloquium heptaplomeres : научный альманах  / Научно-исследовательской лаборатория «Новые религиозные движения в современной России и странах Европы». Нижегородский государственный педагогический университет имени Козьмы Минина. — Н. Новгород: НГПУ, 2014. — № 1. Язычество в XX—XXI веках: российский и европейский контекст. — С. 101—109.
- Меранвильд В. Б. Славяно-горицкое движение как форма неоязычества : дисс. к. филос. н.: 09.00.13. — СПб., 2004.
- Мильков В. В. Неоязычество // Религии народов современной России : Словарь / Ред-кол. Мчедлов М. П. (отв. ред.), Аверьянов Ю. И., Басилов В. Н. и др. — 2-е изд., и доп. — М.: Республика, 2002. — С. 294—299. — 624 с. — 4000 экз. — ISBN 5-250-01818-1.
- Митрохин Н. А. Русская партия: Движение русских националистов в СССР, 1953—1985 годы. — М.: Новое литературное обозрение, 2003. — 624 с.: ил. с. — (Библиотека журнала «Неприкосновенный запас»). — ISBN 5-867-93219-2.
- Митрохин Н. А. «Антисионисты» и неоязычники в русском националистическом движении СССР 1960-х — 1970-х гг. // Форум новейшей восточноевропейской истории и культуры — Русское издание. — 2013. — № 2. — С. 214—232.
- Михеева И. Б. Неоязычество как религиозно-культурный феномен современности: проблема дефиниции // Философия и социальные науки. — 2010. — № 2. — С. 45—47.
- Мороз Е. Л. (координатор программ Регионального центра по розыску и сохранению культурных ценностей, Ленинградская область, специалист по новым политическим идеологиям в России). Борцы за «Святую Русь» и защитники «Советской Родины» // Национальная правая прежде и теперь : Историко-социологические очерки  / Институт социологии РАН. — СПб., 1992. — Вып. 1. — С. 71—72.
- Мороз Е. Л. Неоязычество в России // Цена ненависти. Национализм в России и противодействие расистским преступлениям : сб. ст. / Сост. А. М. Верховский. — М.: ИАЦ «Сова», 2005. — С. 196—225. — ISBN 5-98418-005-7.
- Мороз Е. Л. История «Мертвой воды» — от страшной сказки к большой политике. Политическое неоязычество в постсоветской России. — Stuttgart: ibidem-Verlag, 2005б.
- Неоязычество на просторах Евразии / Сост. сб. В. А. Шнирельман. — М.: Библейско-богословский институт святого апостола Андрея, 2001. — 177 с. — ISBN 5-89647-050-9.
  - Гурко А. В. Неоязычество в Беларуси: предпосылки и условия возникновения, организационные формы, перспективы // Неоязычество на просторах Евразии / Сост. сб. В. А. Шнирельман. — М.: Библейско-богословский институт святого апостола Андрея, 2001. — С. 68—79. — ISBN 5-89647-050-9.
  - Мороз Е. Л. Язычники в Санкт-Петербурге // Неоязычество на просторах Евразии / Сост. сб. В. А. Шнирельман. — М.: Библейско-богословский институт святого апостола Андрея, 2001. — С. 39—55. — ISBN 5-89647-050-9.
  - Шнирельман В. А. Назад к язычеству? Триумфальное шествие неоязычества по просторам Евразии // Неоязычество на просторах Евразии / Сост. сб. В. А. Шнирельман. — М.: Библейско-богословский институт святого апостола Андрея, 2001а. — С. 130—169. — ISBN 5-89647-050-9.
  - Шнирельман В. А. Перун, Сварог и другие : русское неоязычество в поисках себя // Неоязычество на просторах Евразии / Сост. сб. В. А. Шнирельман. — М.: Библейско-богословский институт святого апостола Андрея, 2001б. — С. 10—38. — ISBN 5-89647-050-9.
  - Яшин В. Б. (кандидат исторических наук, доцент кафедры всеобщей истории, социологии и политологии Омского государственного педагогического университета). «Церковь православных староверов-инглингов» как пример неоязыческого культа // Неоязычество на просторах Евразии / Сост. сб. В. А. Шнирельман. — М.: Библейско-богословский институт святого апостола Андрея, 2001. — С. 56—67. — ISBN 5-89647-050-9.
  - Заключение // Неоязычество на просторах Евразии / Сост. сб. В. А. Шнирельман. — М.: Библейско-богословский институт святого апостола Андрея, 2001. — ISBN 5-89647-050-9.
- Новые религиозные культы, движения и организации в России : словарь-справочник / Науч. ред. Н. А. Трофимчук, Ф. Г. Овсиенко, М. И. Одинцов (доктор исторических наук, профессор, руководитель Центра документальных публикаций Российского государственного архива социально-политической истории). — 2-е изд., доп. и перераб.. — М.: Изд-во РАГС, 1998. — 346 с. — ISBN 5-7729-0027-7.
- Овсиенко Ф. Г. Неоязычество // Религиоведение: Энциклопедический словарь / Ред. Забияко А. П., Красников А. Н., Элбакян Е. С.. — М.: Академический проект, 2006. — С. 692.
- Ожиганова А. А. (кандидат исторических наук). Конструирование традиции в неоязыческой общине «ПравоВеди» // Colloquium heptaplomeres. — 2015. — № 2. — С. 30—38.
- Петербургское язычество : Сб. ст / Ред. и сост. А. В. Щипков. — СПб.: Апостольский город, 1999. — 98 с. — ISBN 5-93112-005-X.
- Пигалкина С. Н. (кандидат философских наук, доцент Российского государственного гуманитарного университета) Современное русское неоязычество: философско-религиоведческий анализ : дисс. … канд. филос. наук : 09.00.14 / Пигалкина Светлана Николаевна; [Место защиты: Рос. акад. нар. хоз-ва и гос. службы при Президенте РФ]. — М., 2017. — 131 с.
  - Пигалкина С. Н. Современное русское неоязычество : философско-религиоведческий анализ: автореф. дис. … канд. филос. наук : 09.00.14 / Пигалкина Светлана Николаевна; [Место защиты: Рос. акад. нар. хоз-ва и гос. службы при Президенте РФ]. — М., 2017. — 27 с.
- Полиниченко Д. Ю. (кандидат филологических наук, доцент кафедры научно-технического перевода Кубанского государственного технологического университета). Неоязычество и любительская лингвистика в современной России // Язык и культура. Научный интернет-журнал Центра исследования лингвокультурологии и переводоведения Философского факультета Прешовского университета в Прешове. — 2012. — № 12.
- Попов И. Н. (кандидат философских наук, доцент кафедры менеджмента и правоведения Алтайского государственного аграрного университета, докторант Алтайского государственного университета). Гл. 4.1. Тюрко-монгольские религии (тенгрианство) // Справочник всех религиозных течений и объединений в России. — 2016.
- Попов И. Н. Гл. 4.5. Славянская народная религия (родноверие) // Справочник всех религиозных течений и объединений в России. — 2016а.
- Попов И. Н. Гл. 5.3. Новые российские религии // Справочник всех религиозных течений и объединений в России. — 2016б.
- Данилевский И. Н. «Влесова книга» // Православная энциклопедия. — М., 2005. — Т. IX : Владимирская икона Божией Матери — Второе пришествие. — С. 128—129. — 39 000 экз. — ISBN 5-89572-015-3.
- Прибыловский В. В. Русские язычники : Религиозные предпочтения национал-экстремистов // Экспресс-Хроника : правозащитный еженедельник. — 1998. — Вып. 21 февр., № 8.
- Прибыловский В. В. Русское неоязычество — квазирелигия национализма и ксенофобии // Диа-Логос. — 1998—1999. — Вып. II. — С. 137—160.
- Прибыловский В. В. Неизвестные грани национал-экстремизма: русские язычники // G2W. — 1999. — № 6.
- Прокофьев А. В., Филатов С. Б., Коскелло А. С. Славянское и скандинавское язычества. Викканство // Современная религиозная жизнь России. Опыт систематического описания / Отв. ред. М. Бурдо, С. Б. Филатов. — М.: Логос, 2006. — Т. 4. — С. 155—207. — 366 с. — 2000 экз. — ISBN 5-98704-057-4.
- Резник С. Е. Дело Емельянова // Красное и коричневое, Книга о советском нацизме. — Вашингтон: Вызов, 1991. — С. 560.
- Саберов Р. А. «Языческое картирование»: к вопросу о структурном состоянии современных славянских языческих организаций в России // Общество: социология, психология, педагогика. — 2015. — № 5. — С. 11—14.
- Сельченкова С. П. Современное российское неоязычество: конструирование мифологии (на примере общины «Вятичи») // Живая старина  / главный редактор О. В. Белова. — 2021. — № 2 (110). — С. 53—55. — ISSN 0204-3432.
- Современная религиозная жизнь России. Опыт систематического описания / Отв. ред. М. Бурдо, С. Б. Филатов. — М.: Логос, 2006. — Т. IV. — 366 с. — 2000 экз. — ISBN 5-98704-057-4.
- Соколовская Я. Новые язычники против христианской церкви // Известия. — 31.10.1997. Архивировано 18 марта 2014 года.
- Стеффон Дж. Сатанизм и новое язычество / Пер. И. В. Баранова. — М.: Издательство Францисканцев Братьев меньших Конвентуальных, 1997. — 160 с.
- Суровегина Е. Интервью с Белояром (Максимом Анатольевичем Ионовым) // Colloquium heptaplomeres : научный альманах  / Научно-исследовательской лаборатория «Новые религиозные движения в современной России и странах Европы». Нижегородский государственный педагогический университет имени Козьмы Минина. — Н. Новгород: НГПУ, 2015. — № 2.
- Творогов О. В. Влесова книга // Труды Отдела древнерусской литературы. — Л., 1990. — Т. 43 (XLIII). — С. 170—172.
- Филатов С. Б. Современная Россия и секты // Иностранная литература. — 1996. — № 8. — С. 200—220.
- Филатов С. Б., Щипков А. В. Язычество. Рождение или возрождение? // Дружба народов. — 1996. — № 11/12. — С. 176—187.
- Что думают учёные о «Велесовой книге»: сб. ст / Рос. акад. наук, Институт рус. лит. (Пушк. Дом); Составитель А. А. Алексеев. — СПб.: Наука, 2004. — 238 с. — ISBN 5-02-027121-7. (Сборник статей Л. П. Жуковской, Б. А. Рыбакова, О. В. Творогова, А. А. Алексеева, И. Н. Данилевского, В. П. Козлова, Н. А. Соболева). (копия) Рецензия на этот сборник статей в «Независимой газете»
  - Алексеев А. А. От составителя. — 2004. — С. 3—5.
  - Алексеев А. А. Опять о «Велесовой книге». — 2004. — С. 94—108. (Статья впервые опубликована: Русская литература. — 1995. — № 2. — С. 250—254).
  - Алексеев А. А. Книга Велеса: анализ и диагноз. — 2004. — С. 128—147. (Статья впервые опубликована: Русская литература. — 2002. — № 4. — С. 199—207).
  - Буганов В. И., Жуковская Л. П., академик Рыбаков Б. А. Мнимая «древнейшая летопись». — 2004. — С. 39—46. (Статья впервые опубликована: Вопросы истории. — 1977. — № 6. — С. 202—205).
  - Данилевский И. Н. Попытки «улучшить» прошлое: «Влесова книга» и псевдоистории. — 2004. — С. 109—127. (Полная публикация: Данилевский И. Н. Древняя Русь глазами современников и потомков (IX—XII вв.). — М., 1999. — С. 314—326, 387—388).
  - Жуковская Л. П. Поддельная докириллическая рукопись (К вопросу о методе определения подделок). — 2004. — С. 31—38. (Статья впервые опубликована: Вопросы языкознания. — 1960. — № 2. — С. 142—144).
  - Козлов В. П. «Дощечки Изенбека», или Умершая «Жар-птица». — 2004. — С. 148—175. (Глава 7 книги: Козлов В. П. Обманутая, но торжествующая Клио: Подлоги письменных источников по российской истории в XX веке. — М., 2001. — С. 87—105, 215—217). «Велесова книга» — глава из книги «Обманутая, но торжествующая Клио».
  - Козлов В. П. Хлестаков отечественной «археологии», или три жизни А. И. Сулакадзева. — 2004. (Глава 11 книги: Козлов В. П. Тайны фальсификации: Анализ подделок исторических источников XVIII—XIX веков. — М., 1996. Изд. второе. — С. 155—185, 265—267).
  - Соболев Н. А. (кандидат исторических наук). Проблема изданий-фальсификатов. — 2004. — С. 176—198. (Авторская переработка статьи: Соболев Н. А. Деструктивность фальсификатов древнерусской книжности. // Древняя Русь: Вопросы медиевистики. — 2002. — № 2 (8). — С. 87—90).
  - Творогов О. В. К спорам о «Влесовой книге». — 2004. — С. 6—30.
  - Творогов О. В. Что же такое «Влесова книга»?. — 2004. — С. 47—85. (Статья впервые опубликована: «Русская литература». — 1988. — № 2. — С. 77—102).
  - Творогов О. В. Язык «Влесовой книги». — 2004. — С. 227—232. (Полная публикация статьи — О. В. Творогов. Влесова книга // Труды Отдела древнерусской литературы. — Т. 43. — 1990. — С. 170—254. (Публикация текста и развёрнутое доказательство его подложности).
  - Творогов О. В. Язык «Влесовой книги» (окончание). — 2004. — С. 227—232.
- Шиженский Р. В. Волхвы в современных родноверческих общинах // Исторические судьбы русского язычества / Министерство образования и науки РФ. Нижегородский государственный педагогический университет имени Козьмы Минина. — Н. Новгород: НГПУ, 2007.
- Шиженский Р. В. Жречество в современном российском язычестве // Вестник Удмуртского университета. Серия «История и филология». — 2008. — Вып. 2. — С. 139—148.
- Шиженский Р. В. Неоязыческий миф о князе Владимире // Вестник Бурятского государственного университета. Философия, социология, политология, культурология. — 2009. — Вып. 6. — С. 250—256.
- Шиженский Р. В. Славянская неоязыческая диаспора на территории современной России (по данным сети Интернет) // Диалог государства и религиозных объединений в пространстве современной культуры. — Волгоград, 2009. — С. 362—367.
- Шиженский Р. В. К вопросу о терминологии славянских вариаций «Indignous Religions» (на примере термина «неоязычество») // Етнічна iсторія народів Европи. — Киев: УНІСЕРВ, 2010а. — Вып. 33. — С. 121—126.
- Шиженский Р. В. Русский языческий мир (дефиниции неоязычества в современной России) // Этносоциальные и конфессиональные процессы в современном обществе: сб. науч. ст.. — Гродно: ГрГУ, 2010б. — С. 23—37.
- Шиженский Р. В. Опыт сравнительного анализа текстов А. А. Добровольского и Г. Ф. Вирта (к вопросу об источниковой базе российских неоязычников). — 2012а. — 13 апреля.
- Шиженский Р. В. Философия доброй силы : Жизнь и творчество Доброслава (А. А. Добровольского). — Пенза: Научно-издательский центр “Социосфера”, 2012б. — 216 с.
- Шиженский Р. В. Философия доброй силы: Жизнь и творчество Доброслава (А. А. Добровольского). — 2-е изд., испр. и доп.. — М.: Орбита-М, 2013. — 272 с.
- Шиженский Р. В. «Я — язычник!» — к вопросу о самоопределении прозелитов славянского pagan-движения на примере ярославской общины «Велесово Урочище» // Религия в истории народов России и Центральной Азии. — Барнаул: АлтГУ, 2014. — С. 360—366.
- Шиженский Р. В. Волховской посох: к вопросу о сакральной атрибутике русского язычества XXI века // Colloquium heptaplomeres. — 2018. — № 5. — С. 25—32.
- Шиженский Р. В. «Новое в новом»: языческая пролификация XXI века на примере сообщества «Алатырь духа» // Манускрипт. — 2019. — № 8. — С. 135—138.
- Шляпентох Д. В. (доктор истории — Ph.D., профессор, Индианский университет, Саут-Бенд, США). Антисемитизм истории: вариант русских неоязычников // Colloquium heptaplomeres : научный альманах  / Научно-исследовательской лаборатория «Новые религиозные движения в современной России и странах Европы». Нижегородский государственный педагогический университет имени Козьмы Минина. — Н. Новгород: НГПУ, 2014. — № 1. — С. 76—85. — ISSN 2312-1696.
- Шнирельман В. А. Неоязычество и национализм. Восточноевропейский ареал. — М.: ИЭА РАН, 1998. — 25 с. — (Исследования по прикладной и неотложной этнологии. Документ № 114).
- Шнирельман В. А. От «советского народа» к «органической общности» // Славяноведение. — 2005. — № 6.
- Шнирельман В. А. Русское родноверие : неоязычество и национализм в современной России. — М.: Библейско-богословский институт святого апостола Андрея, 2012. — xiv + 302 с. — ISBN 978-5-89647-291-9.
- Шнирельман В. А. Хазарский миф : идеология политического радикализма в России и её истоки. — М.: Мосты культуры-Гешарим, 2012б. — 312 с. — ISBN 9785932733554.
- Шнирельман В. А. Эзотерика и евреи : образ другого // Материалы XXI Международной ежегодной конференции по иудаике  / Отв. ред. В. В. Мочалова. — М., 2014. — Вып. 50. — С. 251—268.
- Шнирельман В. А. Арийский миф в современном мире / Российская академия наук, Институт этнологии и антропологии имени Н. Н. Миклухо-Маклая. — М.: Новое литературное обозрение, 2015. — (Библиотека журнала «Неприкосновенный запас»). — ISBN 978-5-4448-0279-3.
- Язычество в современной России: опыт междисциплинарного исследования: Монография / Под ред. Р. В. Шиженского. — Нижний Новгород: Мининский университет, Типография Поволжье, 2016.
  - Астахова Л. С. Методологические основания исследования неоязычествав условиях мультипарадигмальности религиоведения // Там же. — 2016. — С. 6—12.
  - Бесков А. А. Российская язычески мотивированная эргонимия как индикатор общественного интереса к восточнославянскому язычеству // Там же. — 2016б. — С. 12—24.
  - Гайдуков A. B. Новое язычество, неоязычество, родноверие : проблема терминологии // Там же. — 2016. — С. 24—46.
  - Гизбрехт А. И. К вопросу об эстетике русского неоязычества (на материале изобразительного и декоративно-прикладного творчества) // Там же. — 2016. — С. 47—62.
  - Григорьева Л. И. «Язычники» Красноярска в формате кейс-стади: взгляд снаружи и изнутри // Там же. — 2016. — С. 62—78.
  - Гусева Е. С., Шиженский Р. В. Психологические особенности «религиозной инициации»: опыт православно-языческого параллелизма XXI века // Там же. — 2016. — С. 78—92.
  - Кузьмин А. Г. Современный этап развития русского неоязычества: особенности политической идеологии и противодействие пропаганды радикального национализма // Там же. — 2016. — С. 92—133.
  - Кутарев О. В. История мистификаций и домыслов в области славянского пантеона (до середины XIX в.) // Там же. — 2016. — С. 133—161.
  - Мартинович В. А. Проблематика целостного восприятия феномена неоязычества // Там же. — 2016. — С. 161—176.
  - Пепеляева С. В. (кандидат филологических наук, доцент кафедры культурологии Нижегородского государственного архитектурно-строительного университета). Неоязыческие мотивы в литературе : романтизм / современность // Там же. — 2016. — С. 176—190.
  - Самойлова Г. С. (кандидат филологических наук, профессор кафедры русского языка и литературы Нижегородского государственного педагогического университета имени Кузьмы Минина). Антропонимы как способ самовыражения в новых языческих течениях // Там же. — 2016. — С. 190—201.
  - Чудинов С. И. (кандидат философских наук, доцент кафедры философии и истории Сибирского государственного университета телекоммуникаций и информатики). Неоязыческий проект духовно-политического порядка : метафизика власти в условиях социальной турбулентности // Там же. — 2016. — С. 201—215.
  - Шиженский Р. В. Современное русское жреческо-волховское «сословие» сквозь призму религиозных концептов К. Г. Доусона // Там же. — 2016. — С. 215—235.
  - Яшин В. Б. Современное русское неоязычество в региональном измерении : сибирская версия // Там же. — 2016a. — С. 235—243.
- Ярцев А. Б. Современное неоязычество : к вопросу о происхождении понятия // Учёные записки Орловского государственного университета. Серия : Гуманитарные и социальные науки. — 2012. — № 5. — С. 151—155.
- Яшин В. Б. Миф об утраченной прародине в русском неоязычестве конца ХХ – начала XXI // В мире научных открытий. — 2013. — № 11.3 (47). — С. 352—358.
- Яшин В. Б. Русское неоязычество в контексте проблемы религиозно-политического экстремизма // Научный вестник Омской академии МВД России. — 2014. — № 1 (52). — С. 37—40.
- Яшин В. Б. Город в картине Мира Русского неоязычества: истоки и интерпретация символики // Исторические, философские, политические и юридические науки, культурология и искусствоведение. Вопросы теории и практики. — 2015а. — № 3—1 (53). — С. 214—217.
- Яшин В. Б. К вопросу о легитимности термина «Неоязычество» как религиоведческой категории // Казанская наука. — 2015б. — № 10. — С. 147—149.
- Яшин В. Б. Эсхатологические мотивы в современном русском неоязычестве // Colloquium heptaplomeres : научный альманах  / Научно-исследовательской лаборатория «Новые религиозные движения в современной России и странах Европы». Нижегородский государственный педагогический университет имени Козьмы Минина. — Н. Новгород: НГПУ, 2016б. — № 3. — С. 36—42.
- Яшин В. Б. «Славянская община староверов-семейников» в контексте трансформационных процессов в современном русском неоязычестве // Традиция. Религия. Память сборник статей и тезисов докладов I международной научной конференции / НИИ Липецкого государственного технического университета; Липецкое региональное отделение Российского общества интеллектуальной истории. — 2016в. — С. 94—98.
- Яшин В. Б. Рецепция элементов шаманского комплекса коренных народов сибири в современном русском неоязычестве // Общество: философия, история, культура. — 2017. — № 2. — С. 111—114.
- Indigenous religions. «Русь Языческая»: этническая религиозность в России и Украине XX—XXI вв / Сост. и общ. ред. Р. В. Шиженский. — Нижний Новгород: НГПУ, 2010. — 234 с.

на других языках:
- Aitamurto K. (PhD, старший научный сотрудник центра изучения России и Восточной Европы Александровского института при Хельсинкском университете, Финляндия). Neoyazychestvo or rodnoverie?: reflection, ethics and the ideal of religious tolerance in the study of religion // Общество как событие: «система» и «жизненный мир» (англ.). — Омск, 2007а. — P. 55—70. — ISBN 978-5-98867-009-4.
- Aitamurto, Kaarina (2008). Egalitarian Utopias and Conservative Politics: Veche as a Societal Ideal within Rodnoverie Movement. Axis Mundi: Slovak Journal for the Study of Religions. 3: 2–11.
- Aitamurto K. (2011): Paganism, traditionalism, nationalism: Narratives of Russian Rodnoverie. Diss. University of Helsinki. — Abstract. ISBN 978-952-92-9022-2
- Aitamurto K. Paganism, Traditionalism, Nationalism: Narratives of Russian Rodnoverie (англ.). — L.; NY: Routledge, 2016. — 232 p. — (Studies in Contemporary Russia). — ISBN 978-1472460271.
  - Тюхтяев А. Е. Рец. на кн.: Kaarina Aitamurto. Paganism, Traditionalism, Nationalism: Narratives of Russian Rodnoverie. N.Y.; L.: Routledge, 2016. 222 p. (англ.) // Антропологический форум. — 2017. — No. 34. — P. 281—292.
- Aitamurto, Kaarina, Gaidukov, Alexey. Russian Rodnoverie: Six Portraits of a Movement // Modern Pagan and Native Faith Movements in Central and Eastern Europe / Kaarina Aitamurto, Scott Simpson. — Durham : Acumen, 2013. — P. 146–163. — ISBN 9781844656622.
- Brown T. S. Subcultures, pop music and politics: skinheads and «Nazi rock» in England and Germany (англ.) // Journal of Social History. — 2004. — Vol. 38, no. 1. — P. 157—178.
- Črnič, Aleš. Neopaganism in Slovenia // Modern Pagan and Native Faith Movements in Central and Eastern Europe / Kaarina Aitamurto, Scott Simpson. — Durham : Acumen, 2013. — P. 182–194. — ISBN 9781844656622.
- Dulov V. Bulgarian Society and Diversity of Pagan and Neopagan Themes // Modern Pagan and Native Faith Movements in Central and Eastern Europe (англ.) / K. Aitamurto & S. Simpson (eds.). — Durham: Acumen, 2013. — P. 195–212. — x+358 p. — (Studies in Contemporary and Historical Paganism). — ISBN 978-1-84465-662-2.
- Gaidukov A. The Russian-Language Internet and Rodnoverie // Modern Pagan and Native Faith Movements in Central and Eastern Europe (англ.) / K. Aitamurto & S. Simpson (eds.). — Durham: Acumen, 2013. — P. 315—332. — x+358 p. — (Studies in Contemporary and Historical Paganism). — ISBN 978-1-84465-662-2.
- Гайдуков А. В. Неоязычество // Idei v Rossii – Ideas in Russia – Idee w Rosji: Leksykon rosyjsko-polsko-angielski / Ed. by J. Kurczak. — Łódź, 2007. — Vol. 6. — P. 182—193.
- Golovneva, Elena (доктор философских наук, доцент, профессор, Кафедра культурологии и дизайна Уральского федерального университета). Saving the Native Faith: Religious Nationalism in Slavic Neo-paganism (Ancient Russian Yngling Church of Orthodox Old Believers-Ynglings and Svarozhichi) // Convention 2017 "Modernization and Multiple Modernities" / Elena Stepanova, Tatiana Kruglova. — Yekaterinburg : Knowledge E, 2018. — Vol. 3. — P. 337–347. — doi:10.18502/kss.v3i7.2485.
- Dostálová A.-M. Czech Neopagan Movements and Leaders // Modern Pagan and Native Faith Movements in Central and Eastern Europe (англ.) / K. Aitamurto & S. Simpson (eds.). — Durham: Acumen, 2013. — P. 164—181. — x+358 p. — (Studies in Contemporary and Historical Paganism). — ISBN 978-1-84465-662-2.
- Gajda A. Romanticism and the Rise of Neopaganism in Nineteenth-Century Central and Eastern Europe: The Polish Case // Modern Pagan and Native Faith Movements in Central and Eastern Europe (англ.) / K. Aitamurto & S. Simpson (eds.). — Durham: Acumen, 2013. — P. 44—61. — x+358 p. — (Studies in Contemporary and Historical Paganism). — ISBN 978-1-84465-662-2.
- Garshol L. M. Olav’s Rose, Perun’s Mark, Taranis’s Wheel (англ.) // Peregrinations: Journal of Medieval Art and Architecture. — 2021. — Vol. 7, no. 4. — P. 121—151.
- Ivakhiv, Adrian (2005). Nature and Ethnicity in East European Paganism: An Environmental Ethic of the Religious Right?. The Pomegranate: The International Journal of Pagan Studies. 7 (2): 194–225. doi:10.1558/pome.2005.7.2.194. ISSN 1528-0268.
- Ivakhiv A. In Search of Deeper Identities: Neopaganism and "Native Faith" in Contemporary Ukraine (англ.) // Nova Religio: The Journal of Alternative and Emergent Religions. — 2005a. — Vol. 8, no. 3. — P. 7—38. — Bibcode: 10.1525/nr.2005.8.3.7.
- Ivakhiv A. The Revival of Ukrainian Native Faith // Modern Paganism in World Cultures: Comparative Perspectives (англ.) / M. F. Strmiska. — Santa Barbara; Denver; Detroit: ABC-CLIO, 2005b. — P. 209—239. — ISBN 9781851096084.
- Ivakhiv, Adrian. Neo-Paganism in Ukraine // The Encyclopedia of Religion and Nature, Letter N. Continuum. / Taylor, Bron. — 2006. — ISBN 9780199754670.
- Ivanits L. J. Russian Folk Belief (англ.). — M. E. Sharpe, 1989. — ISBN 9780765630889.
- Kośnik, Konrad; Hornowska, Elzbieta (2020). A Preliminary Quantitative Study of the Mysticism and Religious Maturity of Contemporary Slavic Neopagans in Poland. Religio: Revue pro religionistiku. 28 (1): 73–93. doi:10.5817/Rel2020-1-6. ISSN 1210-3640.
- Laruelle, Marlène (2008). Alternative Identity, Alternative Religion? Neo-Paganism and the Aryan Myth in Contemporary Russia. Nations and Nationalism. 14 (2): 283–301. doi:10.1111/j.1469-8129.2008.00329.x.{{cite journal}}:  Википедия:Обслуживание CS1 (множественные имена: authors list) (ссылка)
- Laruelle, Marlène. The Rodnoverie Movement: The Seach For Pre-Christian Ancestry And The Occult // The New Age of Russia. Occult and Esoteric Dimensions (англ.) / Brigit Menzel; Michael Hagemeister; Bernice Glatzer Rosenthal (eds.). — Munich: Kubon & Sagner, 2012. — P. 293—310. — ISBN 9783866881976.
- Lastoŭski, Aliaksiej (2011). Russo-centrism as an ideological project of Belarusian identity (PDF). Belarusian Political Scene Review. 1. Institute of Political Studies "Political Sphere", Vytautas Magnus University. Архивировано (PDF) 15 апреля 2019. {{cite journal}}: templatestyles stripmarker в |author= на позиции 1 (справка)Википедия:Обслуживание CS1 (множественные имена: authors list) (ссылка) Википедия:Обслуживание CS1 (числовые имена: authors list) (ссылка)
- Lesiv M. The Return of Ancestral Gods: Modern Ukrainian Paganism as an Alternative Vision for a Nation // McGill-Queen's Studies in the History of Religion. 2. — McGill-Queen's Press — MQUP, 2013a. — № 8 (3). — С. 7—38. — ISBN 978-0773589667.
- Lesiv M. Ukrainian Paganism and Syncretism: "This Is Indeed Ours!" // Modern Pagan and Native Faith Movements in Central and Eastern Europe (англ.) / K. Aitamurto & S. Simpson (eds.). — Durham: Acumen, 2013. — P. 128—145. — x+358 p. — (Studies in Contemporary and Historical Paganism). — ISBN 978-1-84465-662-2.
- Lesiv, Mariya. Blood Brothers or Blood Enemies: Ukrainian Pagans' Beliefs and Responses to the Ukraine-Russia Crisis // Cosmopolitanism, Nationalism, and Modern Paganism / Kathryn Rountree. — New York : Palgrave Macmillan, 2017. — P. 133–156. — ISBN 9781137570406.
- Mačuda J. Ideologie rodnověří v názorech a praxi jeho čelních představitelů (se zaměřením na genezi a proměny obřadu) :  [чеш.] : Doktorska disertační práce. — Brno: Masarykova univerzita, filozofická fakulta, 2013.
- Maiello, Giuseppe (2015). Родноверие в Чехии в 1998—2005 годах: первый этап или последний?. Colloquium Heptaplomeres. II. Nizhny Novgorod: Minin University: 83–88. ISSN 2312-1696.
- Maiello, Giuseppe (2018). On the Agony of Czech Slavic Paganism and the Representation of One's Own Funeral among Contemporary Czech Pagans. The Pomegranate: The International Journal of Pagan Studies. 20 (2): 137–156. doi:10.1558/pome.32385 (inactive 28 января 2025).{{cite journal}}:  Википедия:Обслуживание CS1 (DOI неактивен с 2025) (ссылка)
- Olenich T. S., Oreshin A. V. Neo-paganism: the latent threat or influence of “soft power” on the Russian youth // Научный альманах стран Причерноморья. — Ростов н/Д.: ДГТУ, 2019. — Т. 18, № 2. — С. 17–24. — ISSN 2414-1143. — doi:10.23947/2414-1143-2019-18-2-17-24.
- Pilkington H.; Popov A. Understanding Neo-paganism in Russia: Religion? Ideology? Philosophy? Fantasy? // In George McKay (ed.). Subcultures and New Religious Movements in Russia and East-Central Europe (англ.). — Peter Lang, 2009. — 282 p. — ISBN 9783039119219.
- Radulovic N. From Folklore to Esotericism and Back: Neo-Paganism in Serbia (англ.) // The Pomegranate: The International Journal of Pagan Studies. — 2017. — Vol. 19, iss. 1. — P. 47–76. — doi:10.1558/pome.30374.
- Saunders, Robert A. (2019). Rodnovery. Historical Dictionary of the Russian Federation (2nd ed.). Rowman & Littlefield. pp. 565–567. ISBN 9781538120484.
- Shnirelman V. A. Russian Neo-pagan Myths and Antisemitism (англ.). — Jerusalem, 1998.
- Shnirelman V. (1998): Russian Neo-pagan Myths and Antisemitism. in Acta Nr. 13, Analysis of Current Trends in Antisemitism, The Vidal Sassoon International Center for the Study of Antisemitism, Hebrew University of Jerusalem. (англ.)
- Shnirelman, Victor A. (2000). Perun, Svarog and Others: Russian Neo-Paganism in Search of Itself. The Cambridge Journal of Anthropology. 21 (3): 18–36. JSTOR 23818709.
- Shnirelman V. A. 'Christians! Go home': A Revival of Neo-Paganism between the Baltic Sea and Transcaucasia (An Overview) (англ.) // Journal of Contemporary Religion[англ.]. — 2002. — Vol. 17. — P. 197—211. — doi:10.1080/13537900220125181.
- Shnirelman V. Russian Neopaganism: From Ethnic Religion to Racial Violence // Modern Pagan and Native Faith Movements in Central and Eastern Europe (англ.) / K. Aitamurto & S. Simpson (eds.). — Durham: Acumen, 2013. — P. 62–71. — x+358 p. — (Studies in Contemporary and Historical Paganism). — ISBN 978-1-84465-662-2.
- Shnirelman, Victor A. Obsessed with Culture: The Cultural Impetus of Russian Neo-Pagans // Cosmopolitanism, Nationalism, and Modern Paganism / Kathryn Rountree. — New York : Palgrave Macmillan, 2017. — P. 87–108. — ISBN 9781137570406.
- Shnirelman, Victor A. How to Become the 'Slavic-Aryans': The Founders of the Russian Neo-Paganism and Their Ambitions // Religion and Magic in Socialist and Post-Socialist Contexts I: Historic and Ethnographic Case Studies of Orthodoxy, Heterodoxy, and Alternative Spirituality / Alexandra Cotofana, James M. Nyce. — Stuttgart : ibidem-Verlag, 2017b. — P. 75–98. — ISBN 9783838209890.
- Simpson S. Native Faith: Polish Neo-Paganism At the Brink of the 21st Century (англ.). — 2000. — ISBN 83-88508-07-5.
- Simpson S. Polish Rodzimowierstwo: Strategies for (Re)constructing a Movement // Modern Pagan and Native Faith Movements in Central and Eastern Europe (англ.) / K. Aitamurto & S. Simpson (eds.). — Durham: Acumen, 2013. — P. 112—127. — x+358 p. — (Studies in Contemporary and Historical Paganism). — ISBN 978-1-84465-662-2.
- Simpson S. Only Slavic Gods: Nativeness in Polish Rodzimowierstwo // Cosmopolitanism, Nationalism, and Modern Paganism (англ.) / K. Rountree (ed.). — NY: Palgrave Macmillan, 2017. — P. 65—86. — ISBN 9781137570406.
- Strmiska, M. F. Modern Paganism in World Cultures // Modern Paganism in World Cultures : Comparative Perspectives / M. F. Strmiska. — Santa Barbara, CA, Dencer, and Oxford : ABC-CLIO, 2005. — P. 18–22. — ISBN 1-85109-608-6. Архивная копия от 28 февраля 2021 на Wayback Machine
- Strutyński M. The Ideology of Jan Stachniuk and the Power of Creation // Modern Pagan and Native Faith Movements in Central and Eastern Europe (англ.) / K. Aitamurto & S. Simpson (eds.). — Durham: Acumen, 2013. — P. 283—397. — ISBN 9781844656622.
- Szczepański T. Ruch zadrużny i rodzimowierczy w PRL w latach 1956—1989 (пол.) // Państwo i Społeczeństwo. — 2009. — T. IX, nr 4.
- Tambovtseva, Svetlana (2019). 'VseiaSvetnaia Gramota': Kabbalistic Hermeneutics and Utopian Comparative Studies. State, Religion and Church. 6 (2). Moscow: Russian Presidential Academy of National Economy and Public Administration: 48–73. doi:10.22394/2311-3448-2019-6-2-48-73 (inactive 20 января 2025). ISSN 2311-3448.{{cite journal}}:  Википедия:Обслуживание CS1 (DOI неактивен с 2025) (ссылка)
- Wiench P. Neo-Paganism in Central Eastern European Countries // New Religious Phenomena in Central and Eastern Europe (англ.). — 1997. — ISBN 83-85527-56-7.
- Witulski, Maciej. 'Imported' Paganisms in Poland in the Twenty-First Century: A Sketch of the Developing Landscape // Modern Pagan and Native Faith Movements in Central and Eastern Europe / Kaarina Aitamurto ; Scott Simpson. — Durham : Acumen, 2013. — P. 298–314. — ISBN 9781844656622.

### Информационная и публицистическая
- Белов А. А. (религиовед). «Пятая колонна» родноверов : РПЦ беспокоит возрастающая популярность неоязычества в силовых структурах и системе ФСИН // Независимая газета. — 2016. — 3 февраля.
- Григорьев, Андрей. Пламенная вера // НГ-Религии. — 2010. — 16 июня.
- Григорьев, Андрей. У московских язычников появились жертвы // НГ-Религии. — 2012. — 4 июля.
- Дорофеев С. Мифопоэтический образ язычника и феномен язычества в цикле романов писателя-фантаста Юрия Никитина «Трое из леса» // Вестник традиционной культуры. — 2005. — Вып. 2. — С. 144—148.
- Лихачёв В. А.[укр.]. Правые радикалы между Богом и нацией [глава из книги]. ИАЦ «Сова». 06.08.2003 (2003). Архивная копия
- Мальцев В. А. Месть мёртвых богов // Независимая газета : газета. — 02.09.2009.
- Мальцев В. А. «Сахалинскому стрелку» нашли цель. В Московском Патриархате заявляют об антицерковном терроре со стороны язычников // НГ-Религии. — 2014. — 19 февраля.
- Мальцев В. А. Варяги Донбасса: Среди ополченцев встречаются адепты национализма и «родноверия» // НГ-Религии. — 2015. — 1 апреля.
- Мальцев В. А. Расизм во имя Перуна поставили вне закона // НГ-Религии. — 18.11.2015.
- Матыцин В. А. Приговор по делу А. Ю. Хиневича — дело № 1-18-93/09. 11 июня 2009 года // Центральный районный суд г. Омска. — Омск, 2009.
- Мельников, Андрей. Язычники теперь будут отслеживать гонителей // НГ-Религии. — 2020. — 2 июня.
- Мельников, Андрей. Язычество без запретки // НГ-Религии. — 2021. — 16 февраля.
- Мороз Е. Л. Ведизм и фашизм // Барьер: Антифашистский журнал. — Библиотека «Звезды», 1994. — № 1. — С. 4—8.
- Пасманик Д. С. Русская революция и евреи (Большевики и иудаизм). — Париж: Франко-русская печать, 1923.
- Скрыльников, Павел. Русские боги за решеткой : Как неоязычники объединяются и выживают в местах заключения // НГ-Религии. — 2016. — 7 декабря.